# トレース 科捜研法医研究員の追想
『トレース 科捜研法医研究員の追想』（トレース かそうけんほういけんきゅういんのついそう）は、古賀慶による日本の漫画作品。『月刊コミックゼノン』（ノース・スターズ・ピクチャーズ→コアミックス）にて、2016年3月号より2023年4月号まで連載。2021年6月時点でシリーズ累計発行部数は120万部を突破している。
陰惨な過去を持つ警視庁科学捜査研究所の男性法医研究員が、さまざまな殺人事件で残された証拠品を鑑定しつつ臆測ではなく真実を求めて事件を深く追及し、被害者の無念を明らかにしていくという姿が描かれる。
古賀は科学捜査研究所の元研究員であり、その当時は「犯人を捕まえたい」「真実を明らかにしたい」という思いを抱いて鑑定に臨んでいたという。それゆえ、背景や備品などがリアルに描かれている点が特徴である。
2019年1月7日から3月18日まで、『トレース〜科捜研の男〜』のタイトルでフジテレビ系「月9」枠にてテレビドラマ化された。
2019年6月28日からは、本作に登場するキャリア組にしてシリアルキラーの壇浩輝を主人公にしたスピンオフ作品『ブルータル 殺人警察官の告白』が、古賀慶による原作、伊澤了による作画で、ウェブコミック配信サイト『コミックタタン』（同年10月25日以降は『ゼノン編集部』へ統合）にて月1回（毎月第4金曜日）連載されている。2022年7月から作者の体調不良による休載中。なお、古賀によれば、『ブルータル』の12 - 13年後が『トレース』の世界であるという。このため、『ブルータル』の作中で一般に登場する携帯電話はスマホではなくガラケーのみとなっているほか、撮影機器としてはカムコーダー（自撮り棒を装着したものも含む）が登場している。

## あらすじ

### トレース 科捜研法医研究員の追想
23年前の6月、当時小学生だった礼二は、学校から帰宅後に、自宅で何者かに惨殺された家族の変わり果てた姿を発見する。葬儀で礼二はこの事件の真相を自らの手で解明し、悪に裁きを下すことを涙ながらに誓う。
そして現在。苗字が「真野」に変わった真野礼二は、警視庁科学捜査研究所の法医科に所属する法医研究員となっていた。新人法医研究員の沢口ノンナを始め、周囲は彼の素性に気付いた様子はなく、真野は時に見解の違いから捜査員と意見がぶつかることも多かったが、科捜研のエースとして認められていた。しかし23年経った今も、真野は事件の真犯人をつきとめることができずにいた。
ある日、新宿警察署の刑事・虎丸良平が科捜研に鑑定を持ち込む。実は23年前、真野の一家殺人事件の現場に最初に臨場したのは、当時交番勤務だった虎丸だった。真野は虎丸を警戒しながらも、悪を裁くための準備を整えていく。

### ブルータル 殺人警察官の告白
トレースの物語が始まる12、3年前、警視庁捜査第一課殺人犯第一係係長・壇浩輝。元警視総監の父を持ち、キャリア組で出世街道を邁進する彼の裏の顔は、100人を超える悪人たちを拷問し、絶望させ、殺してきたシリアルキラーである。法で裁けぬ極悪人に極上の死を＿＿＿痛みを痛みで精算するマーダーサスペンス、開幕＿＿＿。

## 登場人物

### 『トレース 科捜研法医研究員の追想』の登場人物

#### 主要人物
真野礼二（まの れいじ）
本作の主人公。科学捜査研究所の法医科に所属する法医研究員の主任。膨大な知識量と卓越した鑑定技術、そして他の人間とは違う視点から物事を見極める能力は周囲からも高く評価されている。しかし、その反面、性格はクールで全く融通が利かない。事件についての見解においても主観や臆測を全て排除した上で徹底した鑑定を行い、自身が納得するまであらゆる方法を駆使して鑑定に没頭する。23年前の練馬一家殺人事件で家族を失い、ずっと真犯人を探している。いつも白衣の胸ポケットに「戒め」として、特撮ヒーロー『スコルピオン・マン』のフィギュアを入れている。大の甘党。
練馬一家殺人事件の真犯人を復讐として殺害するつもりだったが、研究員としての真実追求を貫いて最終的には実行しなかった（真犯人そのものが真実を知る媒体になるから）。事件解決後は兄へのいじめ、姉への乱暴など因縁を持つシリアルキラー壇の追跡のため部署を移し、その逮捕に成功した。話が進むにつれ性格は丸くなり、ラストの二つの職場仲間達が会した花火観覧がそのことを示している。
沢口ノンナ（さわぐち ノンナ）
科学捜査研究所の新人法医研究員。明るく活発な性格。派手に事件を解決する正義のヒーローのようになりたくて科捜研に入庁したが、科捜研の仕事が地味できりがないことに戸惑いを覚える。しかし、法医研究員として働くうちに真野から大きな刺激を受け、真実を究明したいという思いが湧き上がってくる。新宿警察署で会計課事務として働く妹・カンナと2人暮らしをしている。
周囲から真野に対して気があると気付かれ、当初は指摘されると否定していた。しかし、物語後半ではバレンタインでチョコを渡したり（気づかれにくい形なのでまり子からダメ出しされた際には真野への気持ちを否定しなくなっている）、終盤はデートに正面から誘うなど積極性を見せるようになった。人間関係に頑なだった真野の変化をもたらして、「みんなで一緒に」ではあるが来年の花火観覧も約束して親近感を抱かれてはいる。
虎丸良平（とらまる りょうへい）
新宿警察署刑事課の刑事。階級は巡査部長。妻と2歳の息子がいる。被害者を思う純粋な気持ちを常に抱く熱血刑事。ノンナのために合コンをセッティングするなど面倒見がよく、後輩から慕われている。真野に対しては確固たる信念と卓越した鑑定技術に次第に信頼を寄せ、「真野センセイ」と呼ぶようになる。練馬一家殺人事件を当時捜査員として第一発見した人物であり、事件には真犯人がいると疑い独自に捜査していたが、壇から家族に危害を加えられる脅しに屈して断念していた。真野に対してそれを明かし、厚意から手を引くように促したが、真野がそれでも真実を追う際には助力を惜しまなかった。

#### 科捜研法医研究員
清松トオル（きよまつ トオル）
真野の同期の一人。オネエ口調で話す男性。明るい性格の研究員。
水田まり子（みずた まりこ）
真野の同期の一人。気の強い女性。コンドーム検査からのとろろそばも平気で食べられる。新人歓迎会では毎回「本当にあった怖い話IN科捜研」をするのがお決まり。真野とノンナの恋の進展を応援している。
海塚（かいづか）
科捜研法医科長。原作では男性。よく食べる人で「なのね」が口癖。実は23年前の練馬一家殺人事件の鑑定を行った人物で、牛濱から「慎重にお願いします」と言われ、これからは間違いなくDNA型鑑定が主流になるから、真実を未来へ繋ぐため検体を多く残した。しかし2カ月後、当時の法医科長から鑑定書の控えやメモ、事件に関する書類を全て提出するように言われてしまう。この時、科長から「真実のため、それだけが科捜研の正義だ」と言われ、翌朝の早朝に提出するよう命令される。一夜かけ事件の内容をノートに書き写し、翌朝早朝に書類を提出する。23年後、あと数年で退職になる前に、真実を未来に託そうと思い、事件の内容が書き写されたノートを真野に託す。
藤川にこ（ふじかわ にこ）
新しく入所した法医研究員。
野川正臣（のがわ まさおみ）
科捜研法医科副主査。迅速さを第一に考える研究員。

#### 新宿警察署職員
宇佐美（うさみ）
虎丸の部下の1人。
剛木（ごうき）
新宿警察署鑑識課巡査部長。
孤谷（こたに）
新宿警察捜査第一課巡査部長。初登場時は冤罪作出に繋がる予断捜査な言動を真野から咎められるが、その後は真野と虎丸から壇を新妻殺害の容疑者とする捜査協力を求められると容疑が確かならば組織権力に怯むことはないと協力する正義感を見せた。
新美南（にいみ みなみ）
新宿警察署刑事課巡査長。
鴨田光彦（かもだ みつひこ）
新宿警察署刑事課巡査部長。
沢口カンナ（さわぐち カンナ）
ノンナの妹。新宿警察署会計課事務。ノンナと二人暮らしをしている。周りからデートの誘いをよく受けている。真野とノンナの恋の進展を応援している。
壇浩輝（だん ひろき）
42歳で刑事部長に着任した警察官。23年前、新妻と佐保と共に義一をいじめ、仁美を襲った人物。学生時代は成績優秀、眉目秀麗、家柄も良くそしてそれを鼻にかけない気さくな人だったため、誰からも好かれていた。そのため、新妻、佐保以外の誰も「自殺させてみたくて義一をいじめていた」ことを知らなかった。真野のことを知っており、突然科捜研に視察に訪れ、真野に自分からDNAを渡す。
その後、新妻殺害に用いられた包丁が発見され、包丁の中子に付着していた血痕と壇のDNAが一致する。虎丸らは逮捕に動くも既に壇は別荘に逃亡、壇は指名手配され義一いじめの件と共にニュースで大々的に取り上げられる。壇は真野を別荘に呼び出すと、練馬一家殺人事件の真相を真野に伝える。
実は壇は義一に曲がった愛情を持っていた。義一の苦しむ顔に魅力を感じ恋心を抱き、やがて義一をこの手で殺したいと願うようになった。ところが練馬一家殺人事件が発生し、義一たちは死亡。壇は、義一が自分に無断で死ぬわけがないと思った。あれから7年後、壇は警視庁刑事部に配属されたが、練馬一家殺人事件の真相は既に崇の手により揉み消されていた。だがそこからさらに7年後、壇に転機が訪れる。虎丸が練馬一家殺人事件を調べ、牛濱と接触したと知り、壇は虎丸の部屋から捜査資料を盗み出した。捜査資料から真犯人の存在を確信した壇は4人の心臓血、現場血痕、血のついた軍手のDNA鑑定を民間企業に依頼。だが、検出されたのは4人のDNAだけ。だが、かつて新妻から託され自分の宝物にしている義一が書いたルーズリーフに数カ所、血痕のようなものが付着しており、そこから源家以外のDNA型が検出。源家と関係が深い人間を片っ端から調べ、そして翌年夏、先生のDNAとルーズリーフの血痕のDNAが一致した。そして壇は、先生を真野に殺させてあげようと思い、彼をここまで導いた。真野を唆して先生を殺そうとするも、虎丸達がやってきたため阻止された。壇は隙をついて別荘を燃やしどこかへ行ってしまった。
その後、裁きを下す者として悪人退治に奔走し、世間に信奉者と呼ばれる支持者を増やしていたが、真野との最終対峙にて逮捕される。その際に正義でも善行目的でもなく殺人衝動によるものだと本音を吐露している。
極刑は免れ得ない状況だが、壇を信奉する者は社会の上下に幅広く存在し、拘置所では厚遇され減刑嘆願が絶えない模様。信奉者達は壇を正義の名の下で悪を討ち、社会の鬱屈を晴らすヒーローと扱っていて、時代が壇を求めていると分析する識者も存在するが、彼らの愛読する「練馬一家殺人事件の真相」には壇による無辜の義一へのいじめ、仁美への乱暴も記載されているはずであり、彼らが憎むべき悪に該当している矛盾についてどう解しているのかは最後まで触れられることはなかった（真野が壇に対して義一を傷つけたお前は純然たる悪だと断言する場面があるが）。
スピンオフ作品『ブルータル 殺人警察官の告白』での壇については後述。
三鷹綾子（みたか あやこ）
壇の後任の刑事部長。新組織「SFR」を開設し、壇の逮捕を狙う。その真意は自身が児童養護施設の桜華園出身であり、園長から性的虐待を受けていたのを園長を殺害した壇によって助けられる格好になったことから彼にこれ以上罪を重ねさせたくないと願ってのものだった。

#### SFR
正式名称・Special Forensic Researcher（特殊科学捜査研究所）。三鷹が各県から選りすぐりの研究員を集結させ、創設した実験的機関。表向きの目的は従来、対応困難であった事件の早期解決だが、その裏で壇の逮捕を目的としている。
箕面秀樹（みのお ひでき）
SFR物理科研究員。大阪府警から赴任してきた。物理科の仕事内容は防犯カメラの画像解析を行い犯人逮捕に導くこと。その画像解析に長けた最高の技術者。
27年前、強盗殺人事件で母親を失った過去を持つ。犯人は壇によって殺害されたが、壇に対しては信奉者的な感情ではなく、なぜ殺されたのか明らかにする真実解明の場を永遠に奪ったことで被害者遺族の立場から自己満野郎と嫌悪を示している。
麻生泉（あそう いずみ）
SFR化学科研究員。神奈川県警から赴任してきた。卓越した分析化学技術の持ち主であり、あらゆる化学物質に造詣が深く、三鷹からは「まさに人間データベース」と評されている。
箕面同様27年前、強盗殺人事件で姉を失った過去を持つ。壇には箕面と同様の立場、考えから絶対に許せないとしている。
亘文太郎（わたり ぶんたろう）
SFR文書心理科研究員。宮城県警から赴任してきた。性格無比なプロファイリングにより捜査員を犯人逮捕へ導く犯罪心理学者。
33年前に後述の殺人宅配便事件で妹を失った過去を持つ。犯人を殺害した壇に対しては信奉者的な考えを抱いており、最後は減刑嘆願書にサインしている。同じ境遇だと真野に対しても賛同を求めるが一致することはなかった（そもそも壇の義一や仁美への悪行は殺害の点で真犯人がいても動かない以上真野は壇に対する被害者遺族であり根本的に異なる）。
高円寺カスミ（こうえんじ かすみ）
SFR庶務担当。三鷹の部下。

#### 源家
源義一（みなもと よしかず）
源家の長男。両親と仁美を殺害後、自殺したとされている。生前は、壇、新妻、佐保の3人にいじめられていた。3人に脅され、仁美を体育館倉庫に呼び出す。虎丸から実は養子だということが判明。そこから真野は義一の歯のDNAを調べ、胎児の絨毛と照合した結果、胎児の父親は義一だと判明した。
源仁美（みなもと ひとみ）
源家の長女。生前、義一に呼ばれ体育館倉庫へ行き、そこで待ち構えていた壇、新妻、佐保に襲われる。未婚かつ16歳で妊娠しており、先生に休学手続きを依頼する。胎児の父親は義一だと分かると義一宛に手紙を書き、子供を産む決意をする。
源公則（みなもと きみのり）
源家の父。仁美が妊娠したことを知り、義一から話を聞いたのち壇、新妻、佐保の家へ行き、6月20日に家に来てほしいと告げる。
源良枝（みなもと よしえ）
源家の母。生前、客用の湯のみセットをとても大切にしていた。だが後に真野が見たとき、1つだけ無くなっていたことが判明する。

#### 朝桜園（あさおえん）
児童養護施設。30年以上前、三鷹が育った場所でもあり、三鷹、壇、義一が初めて出会った場所でもある。なお、当時は経営母体が異なっており、「桜華園（おうかえん）」という名前だった。
市橋莉子（いちはし りこ）
朝桜園で暮らす少女。母親は莉子を残してどこかへ行ってしまい、父親からは、毎日莉子に暴力を振るわれている。
市橋和正（いちはし かずまさ）
莉子の父親。以前は工場を経営していたが、工場が倒産してから妻に暴力を振るうようになり、妻が出て行ってからは莉子に暴力を振るったり、彼女を唆して朝桜園のスタッフからお金を盗ませていた。ある日、莉子を山奥に連れ込み激しい暴力を振るうが、優斗に背後からカッターナイフで刺され、莉子にスコップで殴られた後、未来にスコップで止めをさされ死亡した。
高崎優斗（たかさき ゆうと）
朝桜園で暮らす少年。母親の恋人からの虐待が原因で朝桜園に来ている。
林ひな（はやし ひな）
朝桜園で暮らす少女。母親からのネグレクトが原因で朝桜園に来ている。
戸山未来（とやま みらい）
朝桜園スタッフ。幼少期、義父からの虐待が原因で朝桜園に来ており5歳から18歳までそこで暮らしていた。莉子達を守るために和正を殺してしまったことに責任を感じ、警察に出頭する。
前田昭人（まえだ あきひと）
朝桜園園長。
朝倉克己（あさくら かつみ）
朝桜園理事長。園児を大切にしようとする気持ちは皆無で、未来たちスタッフにはセクハラやパワハラを与えている。未来たちが和正を殺したところを撮影しており、それを弱みに未来に性暴力を振るうが、最後は宿直室で壇に拘束され、右腕と右足を切断された後、灯油に火をまかれ焼死した。
桜華園新園長
30年以上前、三鷹達が小学校を卒業し、義一が引っ越した頃に着任した桜華園の新園長。だが、その裏で子供たちの境遇を利用して、三鷹達に性的虐待を与えていた。しかしある日、桜華園で火災が発生し、新園長は焼死した。表向きはタバコの火の不始末による事故死とされたが、三鷹は壇が新園長を事故に見せかけて殺害したのではないかと考えている。

#### その他
先生
仁美の元副担任教師。真野に唯一協力する人物。ある日仁美から休学手続きをしたいという要望を受ける。理由として壇、新妻、佐保の3人に襲われたことを知った彼は警察に相談すべきだと伝えたが、彼女が妊娠していて、兄のためとお腹の子のために警察沙汰にせず産もうとしていたことから、彼女の望み通りにしてしまった。事件後、もしあの時、仁美を無理にでも警察に行かせていればこんなことにはならなかったかもしれない、生徒を守れない人間に教師の資格は無いと考えてしまい、この事件を期に教師を辞めてしまった。
実は、彼こそが練馬一家殺人事件の真犯人だった。先生は仁美をずっと愛していたが壇たちに襲われたうえに子供を産むという仁美に対し「汚らわしい」と感じていた。6月20日、仁美が風邪で欠席したと知り、二人で話すのに好都合と思った先生は、源家を訪ね、仁美に自分が二人を幸せにすると仁美への愛を打ち明けるが、仁美から拒絶され、嫉妬した先生は仁美を殺害、さらにその場にやってきた公則と良枝、出かけ先から帰ってきた義一も殺害してしまった。壇に捕まり拷問を受けながら前述の事件の真相を告白し、壇の計らいで真野と対峙。真野に殺されそうになるが、虎丸たちがやってきたことで防がれ、壇が別荘を燃やした時は真野に助けられる。その後病院に搬送されるが、練馬一家殺人事件は公訴時効が既に成立している為逮捕はできない。病院で先生は真野や源家にひたすら謝罪していた。
新妻大介（にいづま だいすけ）
ホームレスの男。中学時代は義一と親友関係にあり、真野や仁美にも優しかった。だが、23年前、壇と佐保と共に義一をいじめていた。当時はちょっとしたゲーム感覚だったらしいが、その後、仁美を襲った後、彼は仁美のことが好きだったのに彼女を傷つけてしまったことを後悔する。公則から6月20日に家に来てほしいと言われ、一人で源家へ行く。だが義一の部屋で彼の首吊り遺体を見つけてしまい、さらにその近くにあったいじめについて綴られた大量のルーズリーフを見つけ、誰かに見られたらおしまいだと思いルーズリーフを全てカバンに入れ自分の指紋を拭き取り逃げ帰ってしまう。その後、事件のニュースを見て義一が両親と仁美を殺害後自殺したことを知る。そして23年後、真野と再会しこのことを話した次の日、源家があった公園で殺害されてしまう。壇を公園に呼び出し、義一のいじめについて真野に謝罪すべきだと説得しており、それをうっとうしく思った壇に殺害されたことが後に判明する。
佐保優作（さぼ ゆうさく）
妻子持ちの会社員。昔から物事を悪く考える癖がある。23年前、壇と新妻と共に義一をいじめ、仁美を襲った主犯格の一人。23年後、父親の慎作が腐乱死体で亡くなったことにより真野と出会う。壇が新妻を殺害したことや、義一をいじめていたことがネットニュースにあがり、激しく動揺する。誹謗中傷者に殴打され大怪我を負うも、一命はとりとめる。新妻は殺害される前、佐保の会社に仁美の手紙を送っており、佐保は真野と再会すると、その手紙を真野に託した。
大木（おおき）
医師。かつては大学病院に従事しており、現在は故郷で大木診療所を開設。23年前、仁美の司法解剖を担当した解剖医でもあり、診療所を閉める日に真野と出会う。マスコミを好ましく思っておらず、最初は真野をマスコミだと思い「話すことなどない」と言ったが、真野が仁美の弟だと知ると、23年間ずっと保管していた仁美の胎児の絨毛を真野に託した。
壇崇（だん たかし）
壇浩輝の父。元警視総監。現法務大臣。23年前、練馬一家殺人事件の捜査終了を命令した。練馬一家殺人事件と練馬ホームレス殺人事件の真相が明らかになった後は、法務大臣を辞任。マスコミの取材には一切答えることなく、どこかへ行ってしまった。
牛濱勇（うしはま いさみ）
元捜査第一課巡査部長。事件当時45歳で、現在は既に他界している。練馬一家殺人事件の担当刑事。事件の4ヶ月後に総務部へ異動し、さらに3年後、上司への傷害事件を起こし懲戒処分となり、その後依願退職した。退職後は離婚し郷里の鹿児島に戻る。それからは毎年、妻の由利子と息子の優太の誕生日に二人への独白を書いていた。その中に「あの事件がなければ今頃はと考えない訳ではない」「真実が闇に葬られるのを黙って見ていることなど出来なかった」という文が綴られていた。
志堂優太（しどう ゆうた）
フリーライター。牛濱勇、由利子の息子。主にwebサイト用の記事を掲載し、扱う内容は芸能ゴシップが多く、取材方法が強引で同業者からの評判はすこぶる悪い。一時、事件の重要参考人として、浮上してしまったが、真野が真相を暴いたため解放される。その後、真野と会い彼の正体を看破し、真野が志堂の取材に応じながら事件のことを話す形で、事件のことを話す。練馬一家殺人事件の真犯人と警察を強く恨んでおり、壇の指名手配と同時に義一いじめの件をネットニュースに挙げる。事件後は先生のもとに行き彼を取材。後に自伝「練馬一家殺人事件の真相」を出版する。

### 『ブルータル 殺人警官の告白』の登場人物

#### 主要人物
壇浩輝（だん ひろき）
本作の主人公。警視庁捜査第一課。表の顔は品行方正で眉目秀麗と評判の美青年であるが、裏の顔は法で裁けない悪人に凄惨な制裁を加えてから殺害する完全犯罪に勤しむという、シリアルキラーである。絶望を味合わせたいターゲットとなる悪人を見つけた際には左目の下まぶたが痙攣する癖があり、スタンガンでターゲットを失神させてから拉致し、制裁を加えている。制裁の方法は先述の悪人が犯した悪事にちなむものが多く、その際には絶望した悪人の顔を写真に撮って秘蔵しており、第1話開始時点ですでに26人を制裁済みであることが、財前を制裁する際に示唆されている。また、悪人制裁の動機も「復讐や義憤というよりも悪人の絶望が見たいから」と本人は語っている。
普段は陶芸を趣味としているが、その造形や絵柄の題材を周囲から理解されない程度に不得手である。なお、陶芸のために僻地に構えた一軒家は悪人の拉致先でもあるうえ、焼成用の窯は悪人の遺体を焼き払う際にも用いられており、遺体やその所持品は超高温によって跡形もなく焼き尽くされるため、証拠隠滅が成立している。また、制裁された悪人たちは表向きには行方不明として処理されている。
悪人に対しては冷酷な一方、子供や動物は好き。ホームレス狩り編にて大学生グループによって飼い主を失った犬の里親となり、大好きな映画『エクソシスト』に登場する悪魔の名前から取った「パズズ」と名付けている。また、『エクスシスト』は制裁中に映像を家庭用スクリーンでながしていたり、有名なシーンやセリフを対象に示したり、作中ガジェットにちなんだ道具で殺害したりと、頻繁に触れられている。
間宮涼（まみや りょう）
M・O・T編から登場。新宿警察署捜査第一課殺人犯捜査第一係巡査長。壇の後輩の女性警官。正義感が強く壇のことを尊敬しており、裏の顔についてはまったく知らない。
熊田鮭太郎（くまだ さけたろう）
温泉宿編から登場。新宿警察署捜査第一課殺人犯捜査第一係巡査部長。壇の部下の一人。
蜂谷光彦（はちや みつひこ）
温泉宿編から登場。新宿警察署捜査第一課殺人犯捜査第一係巡査長。壇の部下の一人。

#### 第1話 殺人宅配便編
財前善行（ざいぜん よしゆき）
少女殺害犯。物語開始の20年前である16歳当時に2人の少女を殺害し（そのうちの一人が、後に亘文太郎の妹だと判明する）、遺体をバラバラにして家族のもとへ送りつけた後に逮捕され、懲役18年を経て出所する。そのことにちなみ、「殺人宅配便」を自称している。出所後に自身の犯罪伝を出版し、その際には被害者や遺族への償いの意思を表明していたが、それらはすべて演技であり、内心では飄々とした態度で井上に自らの犯罪を武勇伝のように語り、電車内で幼女と鉢合わせした際は密かに再犯を匂わせる発言をするなどまったく反省していなかった。また、どんな食べ物にも大量のマヨネーズをかけて食べる癖がある。
ワイドショーを見た壇に本性を見抜かれて拉致された後、「あなた一人が消えても何も問題はない」と嘲られてチェーンソーで四肢を切断され、それらで彩られたクリスマスツリーを見せられて絶望と共に死亡する。
財前の死後、彼の犯罪伝の出版は中止になった。
壇のコレクションNo.27である。
井上誠（いのうえ まこと）
是音出版社の編集者。立場上では財前を「先生」と呼ぶものの、内心では財前の言動に引いており、彼からもその犯罪歴を聞かされながら首を絞められていた。

#### 第2話 - 第4話 M・O・T編
浜田秦乃（はまだ やすの）
間宮の大学の後輩。21歳。有名私立大学生が相手の合コンに参加したが、池脇たちによる強姦被害に遭う。
池脇照（いけわき てる）
有名私立大学の巨大サークル「M・O・T」のリーダー。21歳。親指と人差し指と小指を立てて、「アゲ」と叫ぶのが癖。有名企業のトップの父によって不祥事を不起訴にできる立場を利用し、女性への集団強姦を繰り返していた。一派に対する青山の復讐劇に乗じた壇から拉致された後、棘のついた十字架で肛門を数百回抉られて裂かれ続けた末、ショック死する。
後の変態教師編にて壇のコレクションNo.31であることが判明。従って、時系列上は殺人宅配便編の4つ後の話。
丸山角男（まるやま かどお）
池脇の専属弁護士。「M・O・T」の強姦被害者たちを不起訴にするように仕向け、その見返りとして池脇に好みの女性を提供されていた。後述する青山の襲撃により死亡したと思われるが、後のページに描かれているゴシップ週刊誌風の雑誌に掲載されている4名の遺影には写っていないため生死不明。
青山太一（あおやま たいち）
大学に入り、「M・O・T」に入会した一員。それまではいじめに遭うなど、見下される日々を送っていた。「M・O・T」への入会以降は自信をつけていき、池脇たちに流されて集団強姦に加わることもあったが、ゆりとの出会いをきっかけに「M・O・T」から足を洗おうと、多額の退会金を手渡す上で「M・O・T」でのこれまでの悪事も公表しないことを約束して「M・O・T」を去ることにした。しかし、制裁で暴行を受けたうえ、見せしめでゆりを強姦されてしまう。後日、池脇以外の「M・O・T」の面々のうち4人（事件当時マンション内には池脇以外に6人居ることが描かれている）を斧で殺害して逮捕され、彼らの悪行を警察と世間に明かす。
奥村ゆり（おくむら ゆり）
青山のアルバイト先の同僚。性経験はおろか恋愛経験もなく、青山の手が触れただけで赤面するほど奥手。青山への見せしめとして「M・O・T」による強姦に遭い、飛び降り自殺に走るも一命をとりとめる。後日、意識を取り戻し、青山が起こした一連の復讐劇をニュースで知ると「会いに行きたい人がいる」と呟き、逮捕された青山の面会に向かうべく、少しずつ立ち直ろうとする。

#### 第5話 - 第7話 ジャーナリスト編
※単行本では第5話、第6話。
鬼塚雅春（おにづか まさはる）
ジャーナリスト。業界では強引な取材方針で知られている。口癖は「法で裁けない悪を俺たち（ジャーナリスト）が裁く」。毎日のように取材に訪れ、通り魔事件の犯人の母を自殺させ、妹も自殺未遂に追い込んだほか、娘のありすに手を上げた鈴木を一方的に体罰教師と非難してニュースで取り上げ、鈴木夫妻を心中させる。さらに、鈴木がありすに手を上げた理由が彼女によるいじめであることを知ると、ありすを取材して退学に追いやるなど、周りの者を「ただの取材対象」としか考えていない。最後は壇に「法では裁けない悪人への裁き」と称して濃塩酸を強引に飲まされ、死亡する。
後の変態教師編にて壇のコレクションNo.41であることが判明。従って、時系列上はM・O・T編よりだいぶ後の話である。
鬼塚ありす（おにづか ありす）
鬼塚の娘。私立ジュリエット女学院の生徒。父の職業を利用して級友たちと共に鈴木を標的に教師いじめをし、手を上げられると体罰教師として非難する。しかしその結果、父の強引な取材によって鈴木夫妻が心中したため、周囲から人殺しのレッテルを貼られてしまう。その後は自らも取材され、いじめの事実が明るみに出て退学処分になった。
鈴木隆（すずき たかし）
私立ジュリエット女学院の数学教師。ありすたちによる酷いいじめに遭っており、耐えきれず彼女を突き飛ばした結果、体罰教師のレッテルを貼られ、世間から叩かれてしまう。その後、理事長からの謹慎処分に絶望し、自宅で妻・絵美子（えみこ）と共に心中してしまう。また、一歳の長女も犠牲になりかけたが、幸い一命を取りとめ、父の実家に引き取られた。
柳周太郎（やなぎ しゅうたろう）
20歳の男性。ショッピングモールで刃物を振り回し、子供含めて12人を殺害した通り魔事件の犯人。逮捕後、柳家には鬼塚が毎日のように訪れ、その強引な取材に母親は自殺、妹も自殺未遂に追い込まれてしまった。

#### 第8話 - 第10話 エゴイスト編
※単行本では第7話、第8話。
男鹿田雄大（おがた ゆうだい）
会社員。女性を軽視しており、特に妊婦や赤ちゃん連れの母親を執拗に嫌い、電車内で泣き止まない赤ちゃんに舌打ちする、抱っこ紐を外して赤ちゃんを落とそうとする、女性にわざとぶつかる、妊婦が譲られた座席の横取りなど自分勝手な嫌がらせをするエゴイスト。壇に渓谷の廃線鉄橋から抱っこ紐で繋がれたバンジージャンプの執行を宣告され、狼狽する一方で自らの非業を「ただの悪戯だ」と居直るが、「これもただの悪戯ですよ」と返した壇の狂気に絶句する。最後は壇によって吊り橋から下ろされて失禁の果てに抱っこ紐が千切れ、渓流の岩に激突して死亡する。
後の変態教師編にて壇のコレクションの20番代であることが判明（一の位は不明）。従って、時系列上は少なくともM・O・T編よりは前。
山所（やまどころ）、美樹本（みきもと）
男鹿田の同僚である女性社員。山所は男鹿田からは終始無視されているが、美樹本は男鹿田からは「美樹ちゃん」と呼ばれ、しつこいアプローチを受けており、両者共に上司に報告する。

#### 第11話 - 第13話 迷惑動画配信者編
※単行本では第9話、第10話。
上井直樹（うえい なおき）
大学生I・TUBER。I・TUBEでは「ナオキング・ザ・スター★」の名で活動している。幼少期から容姿端麗かつ文武両道と恵まれた環境による絶対的なプライドのもとで他人を見下しており、注目度の向上のためなら周囲の迷惑もいとわない。ある老人が起こした事故を配信したことをきっかけに視聴者もチャンネル登録者も急増するが、味を占めてリスナーの少女を利用して起こした痴漢騒ぎによる鉄道人身事故を誘発したうえ、助けを求めた少女も冷酷に突き放す。最後は壇の称する「生配信」のもと、鋭いスパイクの付いた大型SUVで四肢を轢断され、窯で焼かれて死亡する。
後の変態教師編にて壇のコレクションNo.19であることが判明。従って、時系列上は殺人宅配便編よりもだいぶ前の話。
リスナーの少女
自殺未遂の経歴があり、ロリータファッションに身を包む少女。上井の熱烈な視聴者でロケに来た彼と交際に発展した結果、電車内で乗客に痴漢されたフリをして騒ぎを起こす。冤罪から免れるために逃走した乗客が電車に轢かれて死亡するところを目の当たりにして罪の意識に苛まれ、上井に救いを求めるが、最悪の言葉で突き放される。

#### 第14話 - 第17話 ホームレス狩り編
※単行本では第11話、第12話。
大学生3人組
3人とも誤った選民意識を持っており、ホームレスの男性を殺害して山に埋めてしまうが、車に戻る前に遺体を発見した壇から犯人であると看破され、「悪はどんどん埋め立て処分」と称してパワーショベルで生きたまま埋められる。遺体の発見まで導いたのはホームレスの男性が飼っていた犬であり、この山は壇が所有していたうえ、彼は偶然キノコ狩りに訪れていた。
草野生太（くさの しょうた）
語尾に「w」をつけるのが口癖で、3人組のリーダー格。コンビニでは原田に精算前の商品を勝手に飲ませたうえ、店長に因縁をつけて土下座させたほか、河川敷では「粗大ゴミは焼却処分」と称してホームレス狩りに出て、ホームレスの男性のねぐらをライターで燃やす事件を2件も起こす。
大林隆（おおばやし りゅう）、原田保之（はらだ やすゆき）
草野に追従し、共にホームレス狩りに加担する。
ホームレスの男性
女性グループを連れて河川敷で花火を始めた草野ら3人に「ここでは花火は禁止だ」と注意したところ、悪態をつく彼らに女性グループが興醒めして帰ったことを逆恨みした草野らの恨みを買ってしまう。翌日には河川敷のねぐらを草野らに破壊されたうえで放火され、後日には夜の街で飼い犬と揉めている草野に放火のことを問いただそうとするが、傘やビール瓶で返り討ちに遭って失神する。それを死んだと思い込んだ草野らが山中への遺棄を図る途中、息を吹き返すもスコップで撲殺されて埋められる。
パズズ
ホームレスの男性が飼っていた犬。飼い主が河川敷のねぐらを放火された後日、夜の街の路地裏にいたところを草野らに見つかり、暴行を受けた。ホームレスの男性が山中に埋められる際に草野らが乗っていた車のトランクの中に隠れていたが、草野からの暴行で右前足を負傷しながらも、キノコ狩りに来ていた壇に助けを求め、ホームレスの男性の遺体の発見までに導いた。草野ら3人への制裁後、壇に引き取られた。
「パズズ」は壇に引き取られた後に名付けられた名前で、ホームレスの男性に飼われていた時の名前は不明。

#### 第18話 - 第22話 イクメンコメンテイター編
※単行本では第13話、第14話
不破倫太郎（ふわ りんたろう）
イクメンコメンテイター。2人の子供がいる。口癖は「BAD」「GOOD」。表の顔は、不倫に対して否定的、夫婦共同の子育てを推進しており、業界やファンからの人気も高い。
しかし裏の顔は、マネージャーだけでなく過去にもひまりたち3人と不倫関係にあり、妊娠が発覚した場合は大金と引き換えに中絶を強要していた。また、妻には家事や子育てを押しつけてDVに明け暮れ、息子の桜太郎には心理的虐待を与えている。殺害の意図はなかったものの、自分の子を出産したひまりに対し激しい暴力をふるい死に至らしめる。その際にひまりから受け取り拒否されて、ばら撒かれた一万円札を回収して指紋も拭き取っていたが、1枚だけ回収し忘れた一万円札を壇に回収されていたうえ、ニュース番組で非公表の事件現場のことを口にしたため、前述の一万円札と不破の自伝から採取した指紋を照合して確信に至った壇に拉致される。最後は巨大水槽で水責めにされ、尋問によって自らの悪事を看破された挙げ句、二度と性交ができないように陰部をナイフで刺され、その痛みに悶絶しながら溺死した。
その後はマネージャーの証言もあり、自身の裏の顔が世間で晒され、「不倫太郎」の蔑称で非難の的となった。
不破桜太郎（ふわ おうたろう）
不破家の長男。父の不破からは心理的虐待を受けており、彼の裏の顔を知っているため、父の前では笑顔を見せない。不破からDVを受けている母を心配している。不破の死後、彼の裏の顔は世間に晒され、桜太郎たちは母の実家へ引っ越すことになるが、桜太郎は母と弟・梅太郎（うめたろう）を守る決意をする。
河合ひまり（かわい ひまり）
不破のかつての不倫相手。以前はアイドルをしていたが全然売れず、現在は事務所を辞め、コンビニでアルバイトをしている。不破の子供を妊娠した際には中絶を強要されるも、それを拒絶しシングルマザーとして生きようと出産するが、そのことを知って逆上した不破に暴行され殺害される。
河合ハルト（かわい ハルト）
ひまりの子供。母のひまりから愛情を注がれ、ひまりが住むアパートの大家にも可愛がられていた。しかし、ひまりが不破からの執拗な暴行で殺害された際、クローゼットに閉じ込められてしまう。その後、異変に気づいて部屋に上がり込んだ大家に発見された際は既に衰弱していたが、幸いにも一命を取りとめ、ひまりの実家に引き取られることになった。
杉林森二（すぎばやし しんじ）
俳優。元モデルと結婚し、2歳の子供がいるが、不倫騒動を起こしマスコミの前で謝罪。世間からバッシングの嵐が巻き起こり、不破からも盛大に非難される。

#### 第23話 - 第24話 温泉宿編
※単行本では第15話
力原兼成（りきはら かねなり）
株式会社「パワフルコミュニケーションズ」社長。壇たちと同じ温泉宿に慰安旅行で来ているが、宴会で周囲の迷惑も考えず大声を出し、内木に飲酒の強要や「もう飲めない」と訴える彼に解雇を宣言するパワハラ社長。女性から優しくしてもらっている内木に腹を立て、激しい暴力を振るうが、壇たちの乱入に驚いて山奥まで逃走する。一服したところを壇に射的の球を撃ち込まれ、驚いて走り出したところで足を滑らせて崖下に転落し大怪我を負う。しかし、壇からは「あなたにはまったく惹かれない」と蔑まれ、制裁を受けずに済むが、後日には傷害罪で逮捕・起訴され、社長を解任される。
内木（うちき）
株式会社「パワフルコミュニケーションズ」社員。前述の通り、宴会で力原から執拗なパワハラを受けていた。

#### 第25話 - 第31話 変態教師編
※単行本では第16話 - 第18話
辺境寺泰介（へんきょうじ たいすけ）
高校の生物教師。ホテルや病院を経営する辺境寺家の次男で、父は「辺境寺ホテル」社長、祖父は自身の務める学校の理事長。同僚の女性教師や女子生徒からかなり好かれており、女子生徒からは「泰介くん」と親しまれている。
どんな者にも優しく接する気さくさを見せるが、裏の顔は学生時代に卑劣ないじめに手を染めていたほか、教師になってからはメールで仲良くなった女子生徒に「自分を愛している証拠」と称して裸の写真を送るよう要求し、その写真を自分のパソコンに保存していた。また、七海らのことは酷い暴言でなじるなど、全く愛情のかけらも無かった。最後は宇羅山の崖で壇に火炙りの刑に処され、「死にたくない」と狼狽するなか、壇から「川に飛び込めば助かるかもしれない」と言われ、一縷の望みをかけて川に飛び込むも失敗し、隣の大岩に激突して死亡した。
皮肉にも、自身がかつていじめて死に追いやった佐藤と同じような最期を迎えることになった。
壇のコレクションNo.76である。
白川七海（しらかわ ななみ）
女子高生。母子家庭で母は「辺境寺ホテル」の従業員。級友の男子からは邪険に扱われているため、基本的に男性は苦手だが、自分に優しくしてくれる泰介には恋心を抱いている。だが、泰介にバレンタインチョコを渡して以来、メールのやり取りを経て裸の写真を要求される。最初は要求に応えていたが、耐えられなくなった後日には自分の気持ちを直接伝えようと生物準備室に入り、そこで泰介の本性を知ってしまう。また、そこで泰介から実は愛されていないことを聞かされ、絶望した七海は自殺の名所で有名な宇羅山に行き、飛び降り自殺を図るも壇に救われ、一命を取り留める。
白川真帆（しらかわ まほ）
「辺境寺ホテル」従業員。七海の母親。ホテル屋上のラウンジバーにて泰介と幸介の会話から、七海が泰介に裸の写真を送ったことを知ってしまう。だが、七海はそのようなことをしないという思いから泰介に「警察に行く」と宣言。泰介から「名誉毀損で訴える」と脅されるも、七海のためならなんでもやると全面的に戦う姿勢を見せる。
辺境寺幸介（へんきょうじ こうすけ）
「辺境寺病院」院長。泰介の兄。大金持ちの辺境寺家は、病院、警察、果ては市議会まであらゆる所に顔が利いており、泰介をして「この町は全部、辺境寺の言いなり」と言わしめている。泰介が犯してきた様々な不祥事を次々と揉み消してきた。
しかし、ラウンジバーでの泰介との会話の録音データを何者か（おそらく壇）に匿名で出版社にリークされたことにより、泰介のいじめやわいせつ行為、さらには地元警察に賄賂を贈ってまで一家総出の隠蔽をしていたことが世間に晒されてしまう。彼らのその後は不明だが家族や自身の失脚はもちろん、贈賄罪の適用も免れない。
佐藤（さとう）
泰介の高校2年生の時の同級生。泰介からは酷いいじめにあっていた。ある日、泰介に宇羅山の崖に連れて行かれ泰介から「川に飛び込んだらいじめをやめる」と言われ、要求通り川に飛び込んだ結果、死亡した。いじめの件は、辺境寺家が揉み消したため、公にされていなかったが、前述の通り、泰介の過去の不祥事が暴かれたことにより、いじめの件が公になる。

#### 第32話 - 第33話 クリスマス編
※単行本では第19話
樅木斗司（もみき とうし）
フリーター。咲、陸の母親の新しい恋人だが、咲や陸、二人の母親に毎日暴力を振るって虐待をしており、食事やお風呂もろくにさせていない。
小野寺咲（おのでら さき）
樅木から虐待を受けている少女。彼女曰く、樅木は最初はとても優しく、毎日遊んでもらった仲だったが、今は虐待を受ける毎日なため心底嫌っている。
小野寺陸（おのでら りく）
咲の弟。咲同様樅木から虐待を受けている。

## 書誌情報
- 古賀慶 『トレース 科捜研法医研究員の追想』 ノース・スターズ・ピクチャーズ→コアミックス〈ゼノンコミックス〉、全13巻
  1. 2016年7月20日発売、ISBN 978-4-19-980356-7
  2. 2017年2月20日発売、ISBN 978-4-19-980394-9
  3. 2017年9月20日発売、ISBN 978-4-19-980445-8
  4. 2018年3月20日発売、ISBN 978-4-19-980483-0
  5. 2018年9月20日発売、ISBN 978-4-19-980516-5
  6. 2019年1月19日発売、ISBN 978-4-19-980547-9
  7. 2019年6月20日発売、ISBN 978-4-19-980572-1
  8. 2019年11月20日発売、ISBN 978-4-19-980606-3
  9. 2020年6月19日発売、ISBN 978-4-86720-154-1
  10. 2021年6月18日発売、ISBN 978-4-86720-241-8
  11. 2022年5月20日発売、ISBN 978-4-86720-378-1
  12. 2022年11月18日発売、ISBN 978-4-86720-442-9
  13. 2023年4月20日発売、ISBN 978-4-86720-495-5
- 古賀慶（原作）・伊澤了（漫画） 『ブルータル 殺人警察官の告白』 コアミックス〈バンブーコミックス タタン→ゼノンコミックスタタン〉、既刊5巻（2022年5月20日現在）
  1. 2019年11月20日発売、ISBN 978-4-8019-6800-4
  2. 2020年6月19日発売、ISBN 978-4-8019-6996-4
  3. 2020年12月19日発売、ISBN 978-4-8019-7167-7
  4. 2021年7月19日発売、ISBN 978-4-8019-7388-6
  5. 2022年5月20日発売、ISBN 978-4-86720-386-6

## テレビドラマ
『トレース〜科捜研の男〜』（トレース かそうけんのおとこ）のタイトルで、2019年1月7日から3月18日までフジテレビ系列「月9」枠で放送された。主演は錦戸亮。

### キャスト

#### 主要人物
真野礼二（まの れいじ）〈34〉
演 - 錦戸亮（少年時代：大山蓮斗）
本作の主人公。警視庁科学捜査研究所（以下「科捜研」）法医科に所属する法医研究員。
1984年10月26日生まれ。O型。
膨大な知識と高い鑑定技術、独自の着眼点を持っているなど、法医研究員として高い実力がある。
その反面、事件について一切の主観や憶測を排除し、「被疑者の言葉も捜査員の言葉も同等に信じない。真実が分からない以上どの可能性も等しく鑑定すべき」という考えを持っており、主観を真実であるかのように語る人間に対して「キモチワルイ」と嫌悪感を露にし、自分が違和感を持つと納得できる結果が判明するまで、ありとあらゆる手段を使って鑑定を行う。
本名は「源礼二」（みなもと - ）。25年前の1994年に発生した武蔵野一家殺人事件の唯一の生き残りである。事件当時は学校に行っており、家に居なかったため被害に遭わなかった。
親戚の家に養子に入ったことで姓が「真野」に変わった。
科捜研に入所してすぐに当時の鑑定書を確認したが、義一の遺書があったために詳しい捜査が行われていなかったことを知り、この経験から警察を信用していない。
島本優の事件が解決した後、真野のもとに謎の男から「話がある。君のお兄さんのことだ」と男の声の非通知の電話がかかってきため、時間通りに指定された場所に行ったものの、電話の相手は来なかった。翌日、ホームレスの新妻大介の変死体が発見され、現場で新妻の高校時代の担任だった早川と出会った。新妻の事件を調べる中でホームレスに襲われてしまったところを早川に助け出されたことから早川と交流を持ち、新妻が義一をいじめていた主犯の一人だったと聞かされ、電話の主が新妻であったと推察した。
新妻の遺体発見現場に落ちていた軍手に付着していた血痕を鑑定した結果、科捜研に入所してすぐに鑑定を済ませておいた家族のDNA型が一致し、真野の姉と両親の血液であることが判明した。この軍手は武蔵野一家殺人事件の証拠品として当時事件を担当していた海塚や藤田によって鑑定されたものであり、通常解決した事件の証拠品は処分されるはずだが、何故か新妻の遺体の近くに残されていた。
事件の鑑定は既に終わっていたものの、突然上からの命令で鑑定書の控えおよび操作資料を没収されて代わりに改ざんされた鑑定書の控えが渡され、警察が事件の真相を隠蔽していたことを海塚から告げられた。更に藤田が捜査本部に提出する前に密かに鑑定書の内容や操作資料を書き写していたノートを海塚に託しており、海塚からそのノート渡され家族の解剖記録を確認すると、姉・仁美が事件当時妊娠していたことを初めて知った。
その後、極秘裏に早川と事件について調べていたところ、その姿をノンナに見られ、新妻の事件に打ち切り命令が出されたことに疑問を抱いている虎丸もそのことをノンナから知らされた。そのことが気になった虎丸が武蔵野一家殺人事件を調べ直し、真野が武蔵野一家殺人事件の生き残りである「源礼二」であることに気付いた。
富樫康太の事件の際に、ノンナや虎丸の前ではあるが、真野は現状真相が闇の中に葬られている武蔵野一家殺人事件のことを暗に引き合いに出して説得を試みた。その後に「彼の言っていることは本当だ」と虎丸が言ったことで、真野は虎丸に事件のことを知られていることに気付いた。
虎丸が真野の過去について知っていることに気付いたノンナが虎丸に頼んで真野の過去を知ったものの、ノンナに対しては巻き込みたくないが故に「お前には関係ない」と突き放していた。虎丸に対しては警察であるため完全に信用はしていないものの、公的な権限のない早川と2人で捜査することに限界を感じていたため、虎丸からの協力の誘いを受け入れた。
早川が義一をいじめていたもう1人の主犯の佐保を見つけ、佐保を調べていく中で、真野の力になりたかったノンナの活躍もあり、原田恭一の事件で殺人教唆をしていたことを突き止めた。しかし、逮捕されたのは何故か佐保の会社の重役だったため、この事件にも何らかの圧力が働いていると気付いた。
虎丸が仁美の司法解剖を担当した島谷正和の現在の居場所を特定し、虎丸の言葉に考えを改めた海塚が取り次ぎ、海塚と共に島谷のもとを訪れた。すると、島谷から藤田にの指示で保管していた仁美の胎児の絨毛を渡された。
絨毛を鑑定したところ、絨毛のDNA型と新妻の現場に落ちていた軍手のDNA型には、オフラダーアレル（対立遺伝子）の特徴が見られた。これは親から子へ受け継がれる可能性が高いため、絨毛と軍手のDNA型で親子鑑定を行ったところ、軍手を使用したと思われる人物と胎児は父子と見なして矛盾しない。つまり、両親と姉を殺害した人物は胎児の父親である可能性が高いことが分かった。
新妻のDNA型は軍手とは不一致であり、当時交際していた人物を探したが見つからず、何者かに強姦された可能性もあることから、同じく義一をいじめていた佐保にこの件を問いただすため、早川が新妻のことを聞くふりをして佐保と接触し、その隙に佐保のDNAを採取する計画を立て、帰国した佐保に会いに四葉食品の新商品発表会を早川と共に訪れた。しかし、早川と共に佐保の控え室に行ったものの本人はいなかった。すると、爆発音がしてボイラ室に向かうと、爆発に巻き込まれたと見られる佐保の遺体を発見した。
真野は早川と共に第一発見者であり、当事者と見なされるため、臨場などの捜査に関われなかった。そのため虎丸が佐保の心臓血を持ってきて鑑定したが、胎児の絨毛と佐保との間に親子関係は認められなかった。そこで、虎丸に無理を言って自身が臨場する機会を頼んだ。臨場の結果、ガスボンベの元栓部分に付着していた手袋の持ち主のDNA型が軍手のDNA型と一致した。
ノンナと共に捜査対象を広げて再び仁美の友人に聞いて回ると、仁美が北条学園の制服を着た男子と駅前のカラオケボックスから出てきたという目撃情報を掴んだ。そこで、北条学園に行き卒業アルバムを借り、早川も呼んで1人ずつ調べていく中で、真野が卒業アルバムで刑事部長・壇の存在を発見した。事件当時、壇の父親は警視総監だった。
そんな中、突然科捜研に壇が視察に訪れた。自身が飲んだコップの口をつけた部分を拭き取るなど、DNAを採取させないように警戒しているのかと思われたが、相楽にDNAの検査キットの使用方法を聞き、相楽から「採取棒で頬の内側を軽く4〜5回擦ってください」と言われたのにもかかわらず、出血するほど何度も強く擦った。壇は科捜研の職員の前で真野を「源礼二」と呼んで真野が武蔵野一家殺人事件の生き残りであることを告げ、自身の血液がついたDNAの検査キットを「これが欲しかったんでしょう？」と真野に渡した。その際に、壇が真野のデスクから科捜研のペンを持ち去った。しかし、鑑定の結果、壇は胎児の父親ではなかった。
早川にその事実を告げると、早川は「妊娠3か月」と口を滑らせた。しかし、真野は早川に「妊娠していた」という事実しか伝えておらず、その事実を知っていた早川を怪しみ、早川が帰った後に早川のDNAを採取して親子鑑定を行ったところ、胎児の父親とDNA型が一致した。
虎丸と共に早川の自宅に行くと、直筆の遺書が残されていた。しかし、遺書の「本当にごめんなさい。僕は死んでおわびします」という文面が義一の遺書と全く同じ文面であり、筆跡鑑定の結果、現場の遺書は早川本人が書いたもので間違いなかった。
真野が早川の遺書に使用されたペンのインクを鑑定したところ、科捜研が鑑定業務用に特注した速乾性を高めたインクで外部には出回っていない特殊なジェルを使用したインクであり、遺書は科捜研のインクを使って書かれたことが判明した。それは壇が視察に来た時に持って帰ったペンであり、壇は早川に科捜研のペンで書かせたのである。
猪瀬が警視庁の防犯カメラを確認したところ、真野と壇が共に車で出て行くところが確認された。虎丸とノンナは、真野が壇に復讐しようとしていると考え、猪瀬に真野のGPSを追跡を頼み、壇の軽井沢の別荘に到着したが、真野も壇も別荘にはおらず、実際は壇が初めて義一を目撃した長野県上田市の映画館にいた。
新妻からの電話も落ちていた軍手も25年前の事件との繋がりを真野に示唆するための仕掛けだった。早川を真野に接触させ、少しずつ真野に情報を与えた後、佐保を殺害するように命じた。
壇の目的は、新妻と佐保を殺害して早川を逃亡させ、25年前の事件と繋がる人間が壇以外いなくなった上で真野を真実にたどり着かせることで、証拠が何も残っていないため壇を裁くことは不可能であり、真実にたどり着いても何もできないという精神的苦痛を真野に味合わせることだった。
事件の真相を聞いた真野は壇を殴り、所持していたナイフを構え、更には壇から渡された銃を壇の額に銃を押し付けたものの、壇を打つことはできなかった。
壇が真野に背を向け去ろうとしたところ、突然早川が現れナイフで壇の腹を刺し、その後、そのナイフで首を切って自殺しようと試みるも、真野は「俺は前に進みたい」「俺はお前らみたいには絶対にならない」として早川を止め、駆けつけた虎丸とノンナに救急車を呼ぶように頼んだ。
事件解決後、3日間周りと連絡を取っていなかったが、突然虎丸に会いに行った。虎丸からどうして壇と早川を助けたかと問われ、「もし壇や早川を殺したら、二度と暗闇から抜け出すことができなくなる。俺は前に進みたい」と答えた。
真野が真実を見つけ出すことにこだわっていた理由として、事件の日からずっと暗闇の中にいるような感覚であり、遺族が「進むべき方向が分からず、立ち止まっているのは何よりも辛い」という気持ちが分かるから、何としても真実を見つけ出して遺族に伝えることで前に進むことができると信じていたからである。
虎丸に感謝を伝えた後、真野の帰りを待つノンナのいる科捜研に戻った。
沢口ノンナ（さわぐち ノンナ）
演 - 新木優子
科捜研の新人法医研究員。
「新薬を発見し、人の命を救うことが出来たら」との考えで、東都大学の大学院で遺伝子の研究をしていたが、目立った成果が上げられずに悩んでいたところ、大学のOGである科捜研法医科長・海塚に誘われ、大学院を辞めて科捜研に入所した。
科捜研に入所当初は死体の見た目は匂いに吐き気を催すなど慣れない環境に苦労し、「自分は科捜研には向いていないのではないか」と悩んだこともあったが、次第に科捜研の仕事に誇りを持ち始め、率先して鑑定を行うようになっていった。
真野と行動を共にするうちに徐々に真野のことを気になり始め、真野から「明日休みだったよな？何か予定あるの？」「じゃあ付き合って欲しい」と言われた際にはデートだと勘違いして妹のカンナから借りたデート服で真野に会いに行ったこともあった。
また、真野がホームレスに襲われて病院に運ばれた際には、大慌てで病院に駆け込み、真野を心配していた。
水沢らと合コンに参加した際に、真野のことを気にする素振りを見せ、うっかり水沢が真野の居る前で一緒に合コンに参加していたことを話してしまった際には慌てて真野に聞かれないようにしていた。なお、この時真野は一切関心のない素振りをしていた。
ノンナが空き巣に襲われた際に、水沢から真野に連絡したと言われると、部屋着で髪もセットしていないオフの格好だった上に部屋も散らかっていたため、真野にこの様子を見られたくなかったことから、被害現場で現場保存をしなければならなかったのにもかかわらず、部屋を片付けようとしてしまった。ノンナが空き巣の犯人の腕を引っ掻いていたため、真野が爪の微物を採取するためにノンナの手を触ると照れる素振りを見せていた。一方でカンナが家を空けており前日に襲われたばかりのためノンナが科捜研で寝泊まりしようとしたところ、一度帰ったはずの真野が、ノンナを心配して戻って来て共に科捜研に寝泊まりした。
真野がホームレスの新妻大介の事件の時に出会った早川とそれ以降も接触していることに気付き、虎丸の刑事の勘を信じてこのことを虎丸に伝えたが、虎丸からは「ただの事故」と伝えられた。しかし、富樫康太の事件を通して虎丸が真野の過去を知っていることに気付いたノンナは事件解決後に虎丸を呼び出し、真野の過去について「真野のことが知りたい」「何かできることがあるなら少しでも力になりたい」と問いただした。すると、虎丸から真野のことが好きなのかを問われ、真野のことが好きなことを認めた。そこで虎丸から「真野にも信じてくれる人間が必要」という理由で真野の過去を聞かされた。
真野の過去を知ったノンナは、真野の力になりたかったために協力を願い出るが、真野はノンナを巻き込みたくないが故に「お前には関係ない」と突き放されてしまった。しかし、ノンナは虎丸から「自分に何ができるのかよく考えてみろ」と言われ、原田恭一の際に初めて真野に黙って1人で現場に行き、原田の死の真相に繋がる重要な手がかりを見つけ出すことができた。このことから真野は虎丸だけでなくノンナに対しても協力を認めることになった。
真野が壇に復讐しようとしていると気付いた時には虎丸と共に現場に向かった。
壇と早川の事件が終わった後、3日間も誰も真野と連絡が取れず、相楽らは科捜研を辞めてしまうのではないかと心配していたが、ノンナだけは「真野さんは来ます。だから大丈夫です」と最後まで信じ、真野が帰ってきた時には温かく迎え入れた。
虎丸良平（とらまる りょうへい）
演 - 船越英一郎
警視庁刑事部捜査一課のベテラン刑事。
真野のことを「小僧」と呼んでおり、科捜研の仕事の範疇を超える行動をしたり、警察の捜査方針に口を出してくる真野とよく衝突しているが、真野のブレない信念と確かな腕に次第に信頼を寄せるようになっていった。
所轄では「新宿署の虎」と呼ばれるほどだったが、仕事に没頭するあまり5年前に妻と息子に出て行かれ現在は独り身。
真野と出会った当初は疑いを持った人物を持ち前の「刑事の勘」で犯人と決めつけて捜査を行うなど独善的な考え方を持っていたが、真野やノンナと事件を解決していく中で、「真相を突き止めることが被害者および被害者遺族の救いになる」という当たり前のことを再認識した。
富樫康太の事件の際には、「主観や憶測」で物事を決めつけることが嫌いな真野に対して、富樫を信じたいとの気持ちから、「根拠も証拠も何もない主観」と理解した上で真野に直接協力を頼むこともあった。
富樫の事件を捜査している中で、ノンナから真野が早川と連絡を取り合い新妻の事件をまだ調べていることを聞かされた。それを聞いた虎丸はノンナには「上から打ち切り命令が来た」ということは伝えずに「ただの事故」と伝えた。その後、気になった虎丸は武蔵野一家殺人事件を調べ直す中で「源礼二」のことに気付き、戸籍を確認すると真野が武蔵野一家殺人事件の生き残りである「源礼二」であることを突き止めた。
富樫の事件解決後にノンナから呼び出され、真野の過去について問いただされた。 そこで真野のことが好きかを問い、ノンナがそれを認めると「あいつにも信じてくれる人間が必要」という理由でノンナに真野の過去を教えた。
真野の過去を知った虎丸は事件の捜査に協力したいと申し出た。真野は虎丸のことを完全に信用はしていないものの、公的な権限のない早川と2人で捜査することに限界を感じていたため、虎丸からの協力の誘いを受け入れた。
しかし、25年も前の事件である上に事件は隠蔽され、証拠は全て処分されてしまっているため、真相解明は不可能に近く、万が一解明できたとしても、警察という組織の人間である虎丸には何の責任も取れないと考えている海塚から、まだ事件を調べている真野を協力しようとする虎丸に対して協力をやめるよう忠告された。そこで虎丸は海塚に「君は本当にそれで良いのか？」と海塚に尋ねた。
真野に頼まれていた真野の姉・仁美の解剖を担当した島谷正和の現在の居場所を特定し、コンタクトを取ろうした。その際に佐保優作による隠蔽工作によって人生を狂わされた春日部芳彦や原田恭一の事件を経験した上に、虎丸から言われた言葉によって海塚の考えを改めさせることができた。
真野が武蔵野一家殺人事件が壇および早川による犯行であることに気付いた時には、猪瀬に監視カメラを確認させて真野と壇が共に車で出て行くところを見つけると、真野の復讐を止めるために猪瀬のGPS追跡をもとにノンナと共に真野を追いかけた。GPSが壇の軽井沢の別荘に到着したため、真野がいると思い、懲戒免職を覚悟の上で壇の別荘の窓を割って部屋に侵入したが真野も壇も別荘にはいなかった。
虎丸は江波にNシステムのデータを科捜研に送るように頼んだ。江波は確証がない上に相手が刑事部長であることから躊躇うも、どうしても真野の力になりたいという虎丸の説得によりNシステムのデータを「科捜研のアドレスなんて知らない」という理由を付けて猪瀬に送った。
猪瀬がNシステムのデータを科捜研に送り、海塚・相楽・水沢・市原が該当する時間および範囲内の記録された全ての車両に不審な車両がないかを調べた結果、相楽が20分ほど停車していたと見られる車両を発見し、サービスエリアはこの周辺になかったことから壇の指示で待機していた車両であると見られ、その車両が最後に目撃された場所は義一が準優勝したアーチェリーの大会があった長野県上田市だった。ここで、虎丸らは壇と繋がっていたのは義一だったことに気付いた。
当初はアーチェリーの会場かと思い現場に向かったがやはり真野たちはいなかった。行く先が分からないまま闇雲に車を走らせていた時、虎丸の「刑事の勘」が働き、閉館した映画館に目をつけた。そこには真野と壇が乗っていたと見られるナンバーの車両があった。しかし、すぐさまその映画館に向かうもそこにも2人はいなかった。その映画館を出ると向かいにもう1つ映画館があった。
映画館の中に駆けつけると、壇を打つことができなかった真野、早川に刺された壇、自殺しようとしたが真野に止められた早川がおり、真野から救急車を呼ぶように頼まれた。
事件解決後、3日間周りと連絡を取っていなかった真野が突然虎丸の前に現れ、虎丸に感謝を伝えた。

#### 科学捜査研究所
相楽一臣（さがら かずおみ）
演 - 山崎樹範（幼少期：山城琉飛）
法医研究員。
出世欲が強く、効率よく仕事をこなすことに重きを置いているため、科捜研の仕事の範疇を超えて好き勝手な行動を取る真野に対してライバル視している。
兄・浩司とは幼少期は仲が良かったものの、大人になってからは次々と嘘をつかれ金を騙し取られており、最後の情けで浩司に100万円を貸したものの、浩司がその金をパチンコに費やしていたため浩司に呆れ、そこから縁を切った。最終的には計300万円ほど金を貸していた。
真野のことを気に入らない理由も「好き勝手に生きて他人に迷惑をかける」という点が浩司と似ているからである。
1年前に友人の連帯保証人になっていたため、約2000万円の借金を背負っている。
浩司の事件の事情聴取の際に、警察に「浩司とは何年も会っていない」と発言していたのにもかかわらず、浩司の電話履歴から事件の3日前に電話をしており、当日に2人で会っていたことが発覚し、前述の借金のこともあったため、浩司を殺害した容疑者となってしまった。
しかし、真野の鑑定によって浩司の毛髪から大麻の成分が検出されたことで、実はこのことで家族や科捜研に迷惑をかけるのを恐れ、浩司が大麻を使用した事実を隠すためだったことを明かした。
今回の件で責任を取って一度は科捜研を辞職しようとするも、事件解決後に海塚が辞職願を相楽に返し、再び科捜研の仕事を再開した。
水沢英里（みずさわ えり）
演 - 岡崎紗絵
法医研究員。
早く結婚してハードな科捜研の仕事を辞めたいと思っている。
相楽の兄・浩司の事件の事情聴取の際には、ノンナの言葉に心を動かされ、市原と共にノンナと真野が行っていた相楽が橋から落とした金の回収と鑑定を遅い時間まで手伝った。
ノンナが真野のことを気になり始めたことに気付いてからは2人が上手くいくように応援している。
海塚律子（かいづか りつこ）
演 - 小雪
法医科長。真野やノンナの上司。
若くして科長を務め、捜査員たちから一目置かれている。
クールに見えるが面倒見は良く、真野の行動を容認したり助言を放つなど温かく見守っている。
大学院で悩んでいたノンナを科捜研に勧誘し、真野に新人のノンナを指導するよう指示した。
新妻大介の事件の際に、島本優の事件が解決した直後だという理由から、最初は真野とノンナではなく水沢に仕事を振ろうとしていた。しかし、現場がホームレスの溜まり場だったこともあり、やはり真野が自ら名乗りを上げ、それを了承した。
真野が武蔵野一家殺人事件を担当していた当時の科捜研の科長・藤田慎太郎の資料に目を通していたところを目撃し、真実を真野に知られないように藤田の妻・早苗のもとに先回りし、藤田が残した鑑定書の内容や操作資料が記されたノートを回収した上で、真野が早苗のもとを訪れた際に「科捜研の人間とは会っていない」と虚偽の証言をするように頼んだのである。
しかし、科捜研の人間である海塚が早苗と会っている場面を真野が目撃しており、その直後に早苗がこの虚偽の証言をしたことを怪しんでいたところ、ノンナを通じて海塚が事件当時藤田と共に事件を担当していたことを真野が知ってしまった。
真野は家族の遺品を自宅に保管しており、そこからDNAを採取すれば軍手の鑑定データと照合することができるため、科捜研に先回りして真野が鑑定した軍手のデータの数値を改ざんして真野の家族の遺品から採取したDNA型と一致させないように試みたが、それを予想していた真野は、家族のDNA型を何かあった時のために科捜研に入所してすぐに鑑定済みだったため、既に軍手のDNA型との照合を済ませていた。
事件当時DNA型鑑定は研究段階でまだ普及していなかった。しかし、将来必ずDNA型鑑定が主流になると確信していた藤田は、いつかこの軍手をDNA型鑑定する日を信じ、より多くの検体を残すために軍手の指先を切り取っていた。軍手に現在行われている鑑定のサイズよりも小さいサイズの科捜研で鑑定したような跡があったのはそのためだった。
藤田と海塚は嘱託された検査を済ませ、鑑定書を作成した。しかしその後、鑑定書の控えやメモ、事件に関する全ての資料を提出するように命令が来た。鑑定書の控えやメモは通常科捜研が保管するのだが、当時の所長にも命令の出処など詳細が一切分からなかったという。翌日、全ての資料を提出したところ、代わりに改ざんされた鑑定書の控えが渡された。それが真野が見たファイルに保管されている鑑定書だった。
事件から10年後、藤田が病死した際に、早苗から藤田宅に呼び出され、藤田が亡くなる直前に鑑定書の内容や操作資料が記されたノートを海塚に渡すように言われていたことを告げる。そのノートとは捜査本部に提出する前に藤田が密かに書き写していたものだった。新妻の事件の際に早苗のもとに行き、先回りして早苗に口止めをしていたのは、この事実を早苗から聞かされることを懸念したためである。
海塚は科長になったタイミングで全研究員の個人記録表をチェックしており、真野が事件の生き残り・「源礼二」であることは既に気付いていた。しかし、25年も前の事件で証拠も全て処分されており、どう調べても真相にたどり着けないと思った海塚は、真野がこれ以上苦しまずに前に進んで欲しかったため、全てを黙っていた。
まだ武蔵野一家殺人事件を調べていることに気付き、そんな真野を協力しようとする虎丸に対して協力をやめるよう忠告する。25年前に事件は隠蔽され、証拠は全て処分されてしまっているため、真相解明は不可能に近く、万が一解明できたとしても、警察という組織の人間である虎丸は何の責任も取れないと考えていた。しかし、虎丸から「君は本当にそれで良いのか？」と海塚に問われたことで考え直し、春日部芳彦や原田恭一の事件を経験したことで隠蔽に対する考えを改め、虎丸が真野の姉・仁美の解剖を担当した島谷正和にコンタクトを取ろうした際に取り次がせて欲しいと申し出て、真野と共に島谷のもとを訪れた。
真野と壇が車に乗って出て行く姿が警視庁の防犯カメラに映っていたが、壇の別荘に着いたのは運転手のみであり、2人はどこかで車を乗り換えた可能性が高かった。猪瀬にNシステムのデータを科捜研に送ってもらい、海塚・相楽・水沢・市原が該当する時間および範囲内の記録された全ての車両に不審な車両がないかを調べた結果、相楽が壇の指示で待機していたと見られる車両を発見し、その車両が最後に目撃された場所は長野県上田市であることを突き止めた。
市原浩（いちはら ひろし）
演 - 遠山俊也
法医研究員。
地道に鑑定一筋で生きて来た。
海塚に好意を寄せており、海塚に気に入られている真野を快く思っていないため、真野の頼みは断るが、海塚の頼みなら快く引き受ける。

#### 警視庁
猪瀬祐人（いのせ ゆうと）
演 - 矢本悠馬
刑事部捜査一課の刑事。虎丸の部下。
キャリア組で捜査一課には研修として来ている。
虎丸と同じく「主観や憶測」で物事を決めつけることが多い。
沖田徹（おきた とおる）
演 - 加藤虎ノ介
鑑識課。
科捜研に出入りすることが多いため、研究員たちとも飲み仲間になった。
江波清志（えなみ きよし）
演 - 篠井英介（第1話・第2話・第6話・第7話・第9話 - 最終話）
刑事部捜査一課長。
物腰は丁寧だが短気で嫌味な性格で、検挙数が全ての考えを持っている。
虎丸から「壇の居場所を突き止めるためにNシステムのデータを科捜研に送って欲しい」と頼まれたが、確証がない上に相手が刑事部長であることから最初躊躇っていたものの、虎丸の説得によりNシステムのデータを「科捜研のアドレスなんて知らない」という理由を付けて猪瀬に送った。
壇浩輝（だん ひろき）
演 - 千原ジュニア（高校時代：高山綾平）（第1話・第4話・第6話・第9話 - 最終話）
刑事部長。
上層部からの信頼は厚く、史上最年少で刑事部長に昇任した。
真野の存在を知り、なぜか強い興味を示している。
真野らが武蔵野一家殺人事件の被害者の一人である真野の姉・仁美の友人に、仁美が当時交際していた人がいないかを聞いて回ると、仁美が北条学園の制服を着た男子と駅前のカラオケボックスから出てきたという目撃情報があり、調べていく中で北条学園の卒業アルバムから刑事部長・壇の存在が浮上した。25年前、壇の父親は警視総監だった。
真野らが壇にたどり着いた矢先、突然科捜研に壇が視察に訪れた。自身が飲んだコップの口をつけた部分を拭き取るなど、DNAを採取させないように警戒しているのかと思われたが、相楽にDNAの検査キットの使用方法を聞き、相楽から「採取棒で頬の内側を軽く4,5回擦ってください」と言われたのにもかかわらず、出血するほど何度も擦った。壇は科捜研の職員の前で真野を「源礼二」と呼び、真野が武蔵野一家殺人事件の生き残りであることを告げ、自身の血液がついたDNAの検査キットを「これが欲しかったんでしょう？」と真野に渡した。その際に、真野の机から科捜研のペンを持ち去った。
実はシリアルキラーであり、当時高校教師だった早川尚文、早川の教え子だった新妻大介と佐保優作を使って武蔵野一家殺人事件を引き起こしていた真犯人だった。
学生時代は毎年冬休みは隣町の別荘で過ごしており、25年前、長野県上田市に映画を観に来ていた。そこで、偶然アーチェリーの競技会の出場者たちを見かけた。その中心で笑っていたのが義一であり、その時から何故か義一のことが頭から離れなくなった。寝ても醒めてもずっと義一のことばかり考えてしまい、「あの笑顔を踏みにじってしまいたい。苦痛に歪む顔が見てみたい」という今まで味わったことのない強烈な衝動に襲われた。
義一が自身と同じ学区内の高校に通っていると分かり、何度か義一のことを見に行っており、強烈な衝動を抑えきれなくなった時、偶然「新妻と佐保がタバコの自販機を壊して金を盗んで回っており、警察から学校に連絡が来た」という情報を耳にした。そこで、壇が新妻と佐保に「父に頼んで自販機泥棒は見逃してやる代わりに義一をいじめて欲しい」と提案をもちかけた。すると、2人は壇の指示通りに義一を徹底的にいじめ、その様子を見ることが壇にとって最高の楽しみとなった。しかし、義一はいじめが原因で不登校になり、義一の苦しんでる顔が見られなくなってしまった。
そんな時、新妻から仁美が壇に頼みがあるから会いたがっていると連絡があり、カラオケボックスで仁美に会った。すると、実は仁美は早川と不倫しており、子供ができた途端にあっさり捨てられたため、壇に「早川先生のことをいじめてよ。二度と立ち直れないくらいボロボロにして」と復讐を依頼してきた。仁美は壇が義一のことを2人にいじめを教唆していたことを知っていたが、「お兄ちゃんのことなんかどうでもいい」と吐き捨てていた。壇は面白そうだと思い、証言の証拠映像も残しつつ、仁美の依頼を引き受けることにした。
早川の不倫を新妻と佐保に教え、2人を使って早川が担任のクラスで学級崩壊を引き起こし、早川を精神崩壊に至らしめるまで追い詰めた。そこで壇は早川に接触し、早川に仁美が壇にいじめを依頼した時の映像を見せた。「仁美は子供を産むつもりであり、『早川の仕事も家庭も何もかもぶち壊してやる』と仁美が言っており、早く手を打たないと取り返しのつかないことになる」と早川に話し、仁美の殺人を教唆した。
早川は壇にそそのかされた通りに源家を訪れ、仁美を殺害し、帰宅した真野の両親が仁美が殺害されていることに気付いたが、その場に残っていた早川に殺害された。早川のことは新妻と佐保に監視させており、連絡があって壇が向かうと殺害が終わった後だった。
壇が来て正気に帰った早川はパニック状態に陥ったが、壇は「落ち着いてください。父が処理してくれます」と告げ、自身が事件に関与していると言えば、警視総監である父は保身のために大慌てでを隠蔽するであろうと考えたからである。
2階にいた義一を呼び出して家族の遺体に対面させ、「自殺しないと弟を殺す」と脅し、無理矢理義一に遺書を書かせた。その後、新妻と佐保に電気コードを使って義一の首を絞め殺させた。これで「いじめで引きこもりになった長男が精神が崩壊して両親と妹を巻き込んで自殺」「義一は家族殺しの汚名を背負って死ぬ」というシナリオにした。
その後は義一と同じく真野をあらゆる手段で痛めつけたいと考え、「両親と姉を殺したのは早川、兄を殺したのは新妻と佐保だが、早川は国外逃亡、新妻と佐保は既に亡くなり、壇は一切手を下しておらず教唆の証拠もない」という状況を作り、真実にたどり着いたところで裁くことは不可能という絶望を真野に味合わせたかったために、早川・新妻・佐保を使って事件の真実にたどり着かせようとした。
まず、新妻に前もって真野に電話をかけさせた。そして早川に新妻のもとへ突然会いに行かせ、話をする振りをして新妻に2種類の向精神薬を飲ませ、意識を混濁させた状態で氷を口に詰めて窒息死させた。その後、壇の父親が事件を処理させた後に回収されたものを壇が抜き取っておいた軍手を、早川にわざと新妻の遺体のそばに置いて立ち去らせた。新妻の事件をきっかけに早川を真野に接触させ、少しずつ真野に情報を与えさせた。
次に、佐保を殺害させるために早川を事前に会場に忍び込ませ、ボイラ室のガス管や電気スイッチに細工を仕掛けさせ、ガスボンベの元栓を開いてガスを充満させ、全ての準備が整った頃を見計らって壇が電話で佐保をボイラ室に呼び出し、部屋に入ってきた佐保に電気スイッチをつけさせて部屋を爆発させた。
その後、真野らが壇の存在に気付いたところを早川に確認させ、自ら科捜研に視察と称して訪れて真野に自らのDNAを鑑定させた。更に、この際に真野のデスクから外部には出回っていない特殊なインクを使用したペンを持ち帰り、このペンを使って早川に遺書を書かせたことで、真野に自分のもとへたどり着かせようとした。なお、早川は実際には自殺しておらず、「役目を果たせば自由にしてやる」と言って国外逃亡させていた。
真野を「壇が義一と初めて出会った場所」である映画館に連れて行くために事前に車両を待機させ、警視庁から出て行く時に乗っていた車は運転手だけ壇の別荘に向かわせて途中で車を乗り換えることで虎丸らが真野のGPSを使って追いかけてきたとしても撒けるようにしていた。映画館に着くと、仁美のカラオケボックスで証言した証拠映像を見せるなど、真野に全ての真相を打ち明けた。壇が想定外だったのは海塚に託されていたノートと解剖医が保管していた胎児の絨毛の2つだった。そのため、計画を早めたという。
自身を「殺せ」と壇の銃を真野に渡し、真野は壇の額に銃を押し付けた。しかし、真野は撃つつことができず、「お前の完敗だ。ざまぁみろ」と言い放って真野に背を向け去ろうとしたところ、突然現れた早川にナイフで何度も腹を刺された。
真野が駆けつけた虎丸に救急車を要請したことで一命は取り留めたものの、意識不明で昏睡状態に陥ったまま、これから先目覚めるかどうかは分からないと言われていた。しかし、真野が科捜研に戻った後、昏睡状態に陥っていた壇が目を開いた。

#### 源家
※全て回想シーンのみ。
源公則（みなもと まさのり）〈享年47〉
演 - 飯田基祐（第1話 - 第4話・第6話・第9話・最終話）
真野の父。武蔵野一家殺人事件の被害者。
事件当時会社員。
死因は胸部刺創による失血死。
良枝と共に帰宅した時に仁美が殺害されていることに気付くが、その場に残っていた犯人に殺害された。
源義一（みなもと よしかず）〈享年18〉
演 - 倉悠貴（第1話 - 第6話・第9話 - 最終話）
真野の兄。武蔵野一家殺人事件の容疑者。
事件当時富士見台高校の3年生。
いじめが原因で不登校になっていた。不登校になる前はアーチェリー部に所属しており、競技会で準優勝した経験がある。
しかし、学校に行けないながらも大学入学資格検定を受験しようと勉強に勤しんでいた。
「本当にごめんなさい。僕は死んでおわびします」という本人が書いた遺書があったため、詳しい捜査が行われないまま義一による無理心中と処理されていた。
アーチェリーの競技会の帰りに友人たちと立ち寄った映画館で偶然壇と遭遇してしまい、目をつけられてしまった。
シリアルキラーである壇によってクラスの同級生だった新妻と佐保が買収され、2人を中心に学校でいじめられてしまい、不登校になってしまった。
いじめのターゲットを早川に変えた壇が早川をそそのかし、仁美と両親を殺害させた。その時、2階の自室でヘッドホンをして音楽を聞きながら勉強をしていたため気付かなかった。
その後、2階にいたところを壇らに呼び出されて家族の遺体を目撃し、壇から「悪いけど、自殺してくれる？」と遺書を書くように要求された。しかし、弟の真野を1人にさせることはできないと考え一度は断るも、壇から「自殺しないと弟を殺す」と脅されたため無理矢理遺書を書かされた。最終的に壇の指示で新妻と佐保に電気コードを使って絞め殺され、無理心中および自殺を偽装された。
源仁美（みなもと ひとみ）〈享年16〉
演 - 夏子（第1話 - 第4話・第6話・第9話 - 最終話）
真野の姉。武蔵野一家殺人事件の被害者。
事件当時富士見台高校の1年生。。
死因は胸部刺創による失血死。
実は事件当時は妊娠3か月だった。当時の真野はそれを知らず、事件の鑑定を担当していた藤田の残したノートを読んで初めて知った。
更に、妊娠していた胎児の絨毛を仁美の解剖を担当した島谷が藤田に言われて保管していた。その絨毛を真野が鑑定したところ、絨毛のDNA型のDNA型にはオフラダーアレル（対立遺伝子）の特徴が見られた。
実は兄・義一の担任教師だった早川と不倫していた。
義一が不登校になり、シリアルキラーの壇がいじめの快感を得られなくなっている時に、義一の同級生でいじめの主犯の一人だった新妻に頼み、壇に「早川先生のことをいじめてよ。二度と立ち直れないくらいボロボロにして」と妊娠した途端自分を捨てた早川に対する復讐を依頼した。仁美は壇が義一のことを2人にいじめを教唆していたことを知っていたが、「お兄ちゃんのことなんかどうでもいい」と吐き捨てた。
仁美の依頼を引き受けた壇が早川を追い詰めた結果、冷静な判断ができなくなった早川が壇から仁美の殺人を教唆されたことで、実際に早川に殺害されてしまった。
源良枝（みなもと よしえ）〈享年43〉
演 - 加茂美穂子（第1話 - 第4話・第6話・第9話・最終話）
真野の母。武蔵野一家殺人事件の被害者。
事件当時専業主婦。
死因は胸部刺創による失血死。

#### その他
沢口カンナ（さわぐち カンナ）
演 - 山谷花純（第1話・第2話・第5話 - 第8話・最終話）
ノンナの妹。
姉・ノンナと東京でふたり暮らしをしている。
しっかり者でよくノンナにアドバイスをしている。
ノンナが真野から誘いを受けた際にデートの誘いだと勘違いし、自らのデート服をノンナに貸した。
新妻大介（にいづま だいすけ）〈享年41〉
演 - 伊藤高史（高校時代：小林卓生）（第5話・第6話・第9話 - 最終話）
真野に突然「話がある。君のお兄さんのことだ」と電話をかけた男。
第6話の事件の被害者。
高校3年生の時に失踪して以来行方不明となっており、現在はホームレスになっていたが、真野に電話をかけた翌日に河川敷で変死体となって発見された。
当時高校教師だった早川の教え子。
死因は溺死。遺体の灰・喉・鼻の奥に液体が残っていたが、体には濡れた痕跡が一切無かった。また、血中から2種類の向精神薬の成分が検出されたため、薬の併用により意識が混濁した状態で死亡したと見られる。
新妻の遺体発見現場からは血痕が付いた軍手が発見され、鑑定の結果、身元不明の男性1人・女性2人の古い血痕であることが分かった。しかし、軍手には科捜研で鑑定したような跡があった。
真野がホームレスの元締めと思われる男の部屋から採取した氷を鑑定した結果、新妻の遺体に残っていた水の成分が一致した。新妻はそこから氷を分けてもらっていたことが判明し、向精神薬の併用で意識が朦朧としていた状態で氷を喉に詰まらせたことによる窒息死だったことが明らかになった。
窒息死ではなく溺死と判定された理由としては、薬の過剰摂取が肺水腫を招き、肺の中に水が溜まっていたことが考えられた。
実は新妻は真野の兄・義一をいじめていた主犯の一人だった。
事件当時新妻のもとに刑事が来て何度も事情聴取し、指紋を採取していた。しかし、指紋を採取したとの記述は無かった。なお、第三者の指紋の採取は被疑者を絞り込むために行われるものであり、現場に家族以外の誰かが居た可能性のある不審な指紋が残っていたことを示している。
また、真野の鑑定によって、現場に落ちていた軍手に付着していた男性1人・女性2人の血痕は武蔵野一家殺人事件の被害者であり真野の家族である公則（父）・仁美（姉）・良枝（母）のものであることが判明した。
しかし、今回のホームレスの事件には警察の上層部から打ち切り命令が出された。
真野が解剖医・島谷から託された仁美の胎児の絨毛と新妻の遺体発見現場にあった軍手のDNA型で親子鑑定を行うと父子であることが分かったが、新妻のDNAとは不一致だった。
高校時代に共に義一をいじめていた佐保を真野らが原田恭一の事件を通して調べる中で、佐保が事故に見せかけて殺害され、その中で軍手のDNA型が早川のものであることが判明した。
高校時代に佐保と共にタバコの自動販売機を壊して金を盗んで回ったことがあり、警察から学校に連絡が来ていたところ、当時義一に執着を抱いていて警視総監を父に持つ壇がその話を聞きつけ、壇から新妻と佐保に「父に頼んで自販機泥棒は見逃す代わりに義一をいじめて欲しい」と提案をもちかけられた。
壇の指示通り、佐保と共に義一を徹底的にいじめ、義一を不登校に至らしめた。
壇を介した仁美の依頼で、今度は仁美の不倫相手で自身の担任だった早川をいじめ、クラスで学級崩壊を引き起こし、早川を精神崩壊に至らしめるまで追い詰めた。
壇が早川に仁美の殺人を教唆した後、壇の指示で佐保と共に早川の行動を監視しており、早川が仁美・公則・良枝を殺害したことを壇に連絡した。壇の到着後、壇が「早川の犯行を隠蔽し、義一が無理心中を謀ったことにする」と早川に提案し、2階の自室にいて気付いていなかった義一を呼び出して遺書を義一に無理矢理書かせ、壇の指示で佐保と共に電気コードを使って義一を絞殺した。
ホームレスになった後、壇が事件との繋がりを真野に示唆するために前もって真野に電話をかけさせた。その後、早川が突然会いに来て、話をする振りをして2種類の向精神薬を早川に飲ませられ、意識が混濁した状態に陥り、早川に氷を口に詰められて窒息死した。壇の父親が事件を処理させた後に、証拠品として押収された軍手を壇が抜き取っており、それを早川がわざと新妻の遺体のそばに置いて立ち去った。
早川尚文（はやかわ なおふみ）
演 - 萩原聖人（第6話 - 最終話）
塾講師。25年前は高校教師をしていた。
遺体で発見されたホームレスの新妻の高校の時の担任をしており、新妻の事件があった際に花を手向けるために現場を訪れ、真野やノンナ、虎丸らと出会った。その後、新妻が殺害されたホームレスの溜まり場を真野が単独行動で調べていた時に、ホームレスの人々に真野が襲われていたところを見つけ、警察を呼ぶと脅して真野を助け、真野と交流を持つようになった。それ以降、自身の教え子だった新妻と関わりのある真野の兄・義一やその周辺人物について真野に情報提供している。
真野の姉・仁美が妊娠していた胎児の絨毛が発見されたことを知り、新妻と共に義一をいじめていた佐保が胎児の父親である可能性があるとして、話を聞くために真野と共に佐保が社長を務める四葉食品の新商品発表会に訪れた。自身が新妻のことを聞くふりをして佐保と接触し、その隙に真野が佐保のDNAを採取するという計画を立てていた。しかし、真野と共に佐保の控え室に行ったものの本人はおらず、突然爆発音がしてボイラ室に向かうと、爆発に巻き込まれたと見られる佐保の遺体を発見した。
結局佐保のDNAと胎児の絨毛は一致しなかったため、真野らは当時仁美が交際していた人物がいなかったかを仁美の友人に聞いて回り、真野に呼ばれて目撃情報があった北条学園の生徒を科捜研で調べていたところ、真野が壇の存在を発見した。すると後日、突然科捜研に壇が視察に訪れた。
視察の際に壇が残したDNAを真野が鑑定したが壇も胎児の父親ではなかった。真野がそれを告げると、早川は仁美が当時「妊娠3か月」であるという真野がまだ早川に伝えてなかった事実を話してしまった。この早川を怪しんだ真野が早川のDNAを採取して親子鑑定を行ったところ、胎児の父親とDNA型が一致した。いつもタイミング良く真野の前に現れ武蔵野一家殺人事件についての情報提供をしていることや、壇の存在が浮上した途端突然視察にやってきたのも全て早川が事件の首謀者である壇と通じていたからである。
早川は約2か月前に塾講師を退職しており、自宅には義一の遺書と全く同じ文面である「本当にごめんなさい。僕は死んでおわびします」という遺書が残されていた。筆跡鑑定の結果、遺書は早川本人が書いたもので間違いなかった。この遺書で使用されたペンのインクが科捜研特注のインクであったことから、壇が科捜研を視察に来た時に持って帰った真野のデスクのペンで早川に書かせたことが分かった。しかし、実際は自殺しておらず、壇に「役目を果たせば自由にしてやる」と言われて国外逃亡を計画していた。
実は25年前、高校教師時代に仁美と不倫していた。しかし、仁美に子供ができた途端、仁美に別れを切り出した。しかし、逆恨みをした仁美が壇に早川への復讐を依頼したことで、壇が新妻と佐保を使って早川のクラスで学級崩壊を引き起こし、精神崩壊にまで陥った。そんな時に壇から接触があり、「仁美は子供を産むつもりであり、早く手を打たないと取り返しのつかないことになる」と言われ、その言葉を鵜呑みにした早川は源家を訪れ、仁美を殺害した。その後、帰宅した両親が仁美が殺害されていることに気付いたが、まだ早川はその場に残っており、2人も殺害した。
殺害を監視していた新妻と佐保が壇に連絡し、壇が来て正気に帰った早川はパニック状態に陥った。壇から「父が隠蔽する」「殺人ではなく無理心中として義一がやったことにすれば良い」と言われ、最初は義一に濡れ衣を着せることに最初は反対していたが、壇からそれ以外に助かる方法がないと言われ、壇の指示通りに2階から呼び出した義一に武蔵野一家殺人事件の全ての罪を着せた。
ホームレス事件が発覚する前日に壇の指示で新妻に会いに行き、話をする振りをして新妻に2種類の向精神薬を飲ませ、意識を混濁させた状態でホームレス仲間から分けてもらった氷を口に詰めて窒息死させた。更に、わざと仁美らを殺害した時の軍手を新妻の遺体のそばに置いて立ち去った。その後は壇の指示で真野と接触し、少しずつ真野に情報を与えた後、佐保を殺害するように命じられた。事前に佐保がいる会場に忍び込み、ボイラ室のガス管と電気スイッチに細工を施した。ガスボンベの元栓を開いてガスを充満させ、準備が整った頃を見計らって壇が電話で佐保をボイラ室に呼び出し、佐保が電気スイッチをつけたことにより爆発を引き起こして殺害した。早川が壇の言いなりになった理由は武蔵野一家殺人事件を壇の父親に隠蔽してもらった恩があるからである。
真野は全ての真相を知ったが壇に復讐することができなかったため、去ろうとする壇に向かって隠れていた早川がナイフで壇の腹を刺した。「（壇は）どうせ海外で俺を始末するつもりだった」と考えたからであり、何度も何度もナイフで刺した。壇を刺した後、そのナイフで自分の首を切って自殺しようと試みるも、真野によって止められた。
その後、殺人容疑で緊急逮捕された。今後、25年前の事件についても取り調べが行われるという。

#### ゲスト
第1話
五十嵐千鶴（いがらし ちづる）
演 - 森口瑤子
美加の実母。
娘・美加と共に夫・康信から日常的にDVを受けていた。
長らくDVを受けていたため精神的にも康信に支配されており、美加の遺体確認の際に「娘とはしばらく会っていない」と虚偽の証言をしてしまった。
しかし、ノンナの言葉に心を動かされ、康信が美加に与えた暴力の証拠となる灰皿を警察に提出し、事件解決後は康信をDVで訴えて離婚することを決意した。
五十嵐康信（いがらし やすのぶ）
演 - 吹越満
教育評論家。美加の継父。
美加が5歳の時に千鶴と再婚したが、美加と千鶴に対して日常的にDVを与えていた。
美加が結婚することを告げると、美加を罵倒した挙句に千鶴を逃がしたことに腹を立て暴力を振るった。
五十嵐美加（いがらし みか）〈享年23〉
演 - 菅野莉央（幼少期：古川凛）
今回の事件の被害者。
死因は心臓を刃物で刺されたことによる失血死。犯人によって遺体を切断されていた。
父・康信から日常的にDVを受けていたが、高校卒業後と同時に逃げるように実家を出て派遣社員として働いており、その中で同僚の越知と出会い、その後死去する直前まで同棲しており、プロポーズをされていた。
しかし、実家を出た際に同じくDVを受けていた母・千鶴を康信のもとに置いてきてしまったことに深い罪悪感を抱いており、越知との婚約をきっかけに千鶴を康信のもとから離れることを提案したが、康信に精神的にも支配されている千鶴はその誘いを断り続けてしまう。
中々説得に応じない千鶴に痺れを切らし、千鶴をホテルに待機させ、自ら康信と話をつけようと実家へ向かった。
美加が康信に婚約のことを告げると、同時に千鶴を逃がしたことに怒った康信から暴力を振るわれ、その際に額を灰皿で殴打された。美加は次に千鶴と会えばDV被害を訴えると脅し、康信のもとを去った。
実家を出た矢先、それまでの話を盗聴していた隣人の飛田に連れ込まれ、隙を見て逃げようとしたところを殺害された。
飛田慎吾（とびた しんご）
演 - 池田純矢
五十嵐家の隣人。
真野の機転で五十嵐家のマンションの外の廊下を鑑定した際に、美加の血痕が飛田の部屋の前にあったことから容疑が浮上。
血痕があったのは美加が康信からDVを受けた際に生まれた傷口を指で触った後に、飛田の部屋に連れ込まれたため。
自身も幼少期に父親からのDV被害者だったため、五十嵐家を盗聴する中でDV被害を受ける美加にシンパシーを感じるようになり、自分なら美加の気持ちが分かると歪んだ愛情を持つようになった。
美加を自宅に連れ込んだものの、自分のもとから逃げようとする美加に対して自分の気持ちを理解してもらえない猟奇的な憤りから、ナイフで美加を殺害し遺体を切断した上で山に埋めた。
遺体を埋めた際に、美加が学生時代に自ら買ってきて玄関外で大事に育て、家を出た後も千鶴が育てていた「ゴンフォネイスロムビカ」という花を五十嵐家から持ち出し、土に手向けた。
越知俊介（おち しゅんすけ）〈29〉
演 - 池岡亮介
美加の婚約者。美加が働く会社の先輩。
同棲をしていた美加が結婚の話を中々進めないことや、ホテルへの出入りが多くなったこと、身体に触れようとすると拒まれることなどから美加の浮気を疑っていた。
SUPER☆GiRLS
演 - SUPER☆GiRLS（本人）
女性アイドルグループ。
握手会の最中に迷い込んできた犬が切断遺体の左手を持ち込んできた。
アナウンサー
演 - 新美有加（フジテレビアナウンサー）

第2話
真田有里（さなだ ゆり）
演 - 関めぐみ
東凛大学病院の医師。転落死した和寿の娘で第一発見者。
パーティーの途中で席を立って帰って来ない父を心配して会場探していたところ、控え室のバルコニーから転落した和寿の遺体を発見した。
幼少期から心臓の病を患っており、15年前に心臓移植の手術を受けた。その影響で免疫抑制剤を服用している。
宮永渉（みやなが わたる）〈32〉
演 - 篠原篤（高校時代：大朏岳優）
パーティー会場にウェイターの制服を盗んで忍び込み、和寿を殺害した容疑で一度逮捕された。
しかし、和寿の着衣に付着した血液および現場から採取した血液のDNA型と宮永のDNA型が異なっていたため釈放される。
15年前の高校時代に白血病を患っており、和寿が当時勤務していた若葉中央病院に入院しており、ドナー登録をしていた岸田から骨髄移植を受け、その際にキメラの体質となっていた。
真の目的は高校時代の恋人・沙知絵を意図的に脳死状態にした和寿と、沙知絵の心臓を移植した和寿の娘・有里への復讐だった。
事故に遭った沙知絵の手術に立ち会っていた医師の三井から「恐らく命に別状はありません」と言われていたのにもかかわらず、様態が急変したとして沙知絵の脳死を宣告した和寿に疑問を抱いていた。
それから15年後に三井が学会に出席するために日本に一時帰国することを知り、学会の会場で三井を待ち伏せして脅し、三井から真相を聞き出した。
真相を知った宮永は和寿と有里に復讐を決意し、まずはパーティーで和寿を襲った。その際に揉み合いになり左手をナイフで切ってしまい、ナイフをバルコニーの外に落としてしまった。
和寿は娘のために意図的に沙知絵を脳死状態にしたことを悔やんでおり、宮永に謝罪した後、自らバルコニーの手すりの上に上がり、宮永に背を向けたところを最後は宮永が突き落とした。
後日、勤務中の有里を襲い、首を絞めて殺害しようとするも、首を絞めた際の有里の脈動から沙知絵の心臓が動いていることに気付き、有里への復讐は未遂で終わった。
真田和寿（さなだ かずとし）〈享年67〉
演 - 名高達男
今回の事件の被害者。
有里の父。東凛大学病院の外科医。
自身の教授就任祝賀会パーティーの最中に控え室のバルコニーから転落して死亡した。
15年前、娘の有里が幼少期から心臓の病を患い心臓移植が必要であり、和寿のもとに有里の移植の順番が近いという通達がドナー協会から来ていたが、その順番が来る前に有里が危篤状態に陥ってしまったため、間に合わないかもしれない焦りから、偶然運び込まれた有里と同年代で恋人である宮永が白血病だったためにドナー登録をしていたが沙知絵を有里の心臓移植のドナーにするために沙知絵に筋弛緩剤を投与し脳死状態にした。その後沙知絵の心臓は有里に移植された。
しかし、沙知絵が運ばれてきた際に握っていた宮永に渡す予定だった折鶴を未だに所持しており、意図的に沙知絵を脳死状態にしたことを悔やんでいた。
沙知絵の恋人だった宮永に襲われた際に、15年前の自身の悪行を宮永に謝罪し、半ば自殺に近い形で宮永に突き落とされて転落死した。
三井敦子（みつい あつこ）〈47〉
演 - 阿南敦子
15年前に若葉中央病院で和寿のもとで手術に立ち会っていた看護師。
現在はトロント中央大学病院で勤務しており、自身の論文が「全日本外科学会 最優秀論文賞」を受賞した。
学会に出席するために日本に一時帰国したところを宮永に待ち伏せされて「本当のことを言わなければ俺はあんたを訴える。事実がどうであれ、世間が騒げば困るのはあんただぞ」と脅迫され、真実を宮永に話した。
和寿の通夜に参列し、有里に事件の真相を伝えようとするも、マスコミによって邪魔をされて立ち去ってしまった。
岸田哲也（きしだ てつや）〈58〉
演 - 樋渡真司
和寿の着衣に付着した血液および現場から採取した血液のDNA型と自身のDNA型が一致したため事情聴取された。
しかし、岸田は宮永の骨髄移植のドナーであり、それにより宮永がキメラの体質となっていたため、該当の血液は岸田のDNA型を持った宮永の血液だった。
中原沙知絵（なかはら さちえ）
演 - 小篠恵奈
宮永の高校時代の恋人。
白血病を患い入院していた宮永の見舞いのために毎日少しずつ折鶴を折り持って来ていた。
しかし、見舞いの途中に病院近くの工事現場で落下事故に巻き込まれ、宮永も入院しており和寿が勤務する若葉中央病院に運び込まれた。
和寿が緊急手術を担当するも、有里への心臓移植のために筋弛緩剤を投与され脳死状態となり、有里に心臓が移植された。
アナウンサー
演 - 山中章子（フジテレビアナウンサー）

第3話
鶴見茂（つるみ しげる）
演 - 大地康雄
新宿署の刑事。虎丸が新宿署で勤務していた時の先輩。
虎丸からは「鶴さん」と呼ばれている。
20年前と10年前に発生した同一犯の犯行と見られる連続幼女殺人事件を追っており、今回の事件も犯行状況および手口が酷似していることから真野や虎丸のもとに情報を求めにきた。
20年前の事件の時は新宿西警察署の交番勤務の巡査部長だった。
10年前に被疑者として西内をマークしていたが、状況証拠はあったものの決定的な証拠が無かったために逮捕出来ずにいた。
今回の事件で新宿署は管轄外だが、関連が疑われる連続幼女殺人事件を追ってきたことから自ら志願し、今回の事件の捜査に加わった。
真野や虎丸が臨場のために事件現場の公園に到着した時には既に現場に到着しており、その臨場の際に現場に落ちていたタバコの吸い殻を真野が発見し、吸い殻から採取した検体のDNA型が西内のDNA型と一致した。
しかし、その吸い殻は定年退職が近付く中で西内を逮捕するために鶴見が捏造したものであり、臨場の際に既に到着していたのはそのためだった。
これにより、証拠隠滅罪で虎丸に逮捕された。
20年前の事件の被害者・石塚玲奈が交番に助けを求めに来た際に、先に対応していた案件を優先し、絵本を渡すと同時に交番の中で待つように促して目を離してしまった。すると、いつの間にか交番から立ち去っており、その帰り道に殺害された。
その後、殺害されたのが交番に来た玲奈だと知り、「あの時ちゃんと話を聞いていれば」「家まで送って行ってやれば」と自責の念に苛まれ、そこから西内を逮捕するための執着が生まれた。
西内智幸（にしうち ともゆき）〈40〉
演 - 池内万作
『宮原台児童館』のボランティア職員。
今回の事件の被害者・桃も時々この児童館を訪れていた。
20年前と10年前に発生した連続幼女殺人事件の犯人。
被害者は全て「小柄で色白、ストレートなロングヘア」という共通点を持っている。
犯行の手口としては性的暴行は一切加えず、殺人そのものが快感であったと推察される。
20年前の事件の時は学習塾で受付のアルバイトをしており、そこで事件の被害者・石塚玲奈と顔見知りになっていた。
桃の事件を追う中で真野と虎丸がこの事件も再捜査し、鶴見のメモと証言により、玲奈と犯人の後ろ姿が映り込んでいたために当時証拠品として提出されていたカップルの携帯電話で撮影された動画を確認すると、当時犯人が着用していたジーンズの縫い目の掠れと西内が所持していたジーンズが一致したため、それが証拠となり虎丸に逮捕された。
松戸志津香（まつど しづか）
演 - 松本若菜
桃の母。
夫婦共働きで忙しくしており、桃が亡くなる前まで体調を崩していたため、桃とあまり会話出来ていなかった。
桃が亡くなった後は、夫の直樹と互いに桃の死の責任をなすりつけているなど夫婦仲があまり良くなかった。
松戸直樹（まつど なおき）
演 - 永岡佑 
桃の父。
仕事が多忙であまり家に帰って来れず、妻の志津香にそれが桃が亡くなった原因の一つであると言われてしまう。
松戸桃（まつど もも）〈享年8〉
演 - 高松咲希
今回の事件の被害者。
死因はロープが首に締め付けられたことによる窒息死。
事件の日の午後から同級生の唯と共に『宮原台自然公園』内の山林で基地のようなスペースを作り遊んでいた。
事件発生当初は、桃の通う小学校付近で不審者の目撃情報があり、遺体はうつ伏せで発見されたものの背中と臀部に尿斑があったことから、何者かが性的暴行を加え、仰向けで絞殺した後にうつ伏せで遺体を遺棄したと考えられていた。
しかし、真野やノンナの鑑定結果によると体液の反応が発見されず、性的暴行が目的ではないことが明らかになった。
実は桃が両親を離婚させないようにするために、インターネットで発見した偽装自殺を計画しており、その練習をしようと唯の前で木の枝にロープを結び実際に首を吊る振りをしたところ、ロープを結んでいた枝が折れてしまい、誤って本当に首が締まってしまい死去。真相は事件ではなく事故だった。
三島唯（みしま ゆい）
演 - 稲垣来泉
桃の同級生。
桃が亡くなる直前まで一緒に公園で遊んでいた。
事件翌日に遺体が発見された場所に来て桃に対して謝罪をしていたところを真野とノンナに見られ、ノンナが話を聞こうとするも逃げてしまう。
桃が偽装自殺の練習をした際に誤って本当に首にロープが巻き付いてしまった現場に居合わせており、桃の首元のロープを解こうと試みるが中々外れず、その最中に人差し指を切ってしまった。その後ロープは解けたものの、その時には既に桃は息をしていなかったため、もしこのことが明らかになれば自分が逮捕されるのではないかと怖くなり、遺体を隠そうと桃の遺体を動かそうとした。
最初は脇を持って動かそうとしたが力が足りず動かなかったため、次に脚を持って遺体を動かした。この時、ロープで人差し指を切った際に出た血が桃の衣服の脇と靴下に唯の血痕が付着した。
また、遺体を運んでいる途中で唯が躓いた拍子に誤って桃の遺体を下に落としてしまったため、遺体がうつ伏せの状態で発見された。
石塚玲奈〈享年8〉
演 - 飯尾夢奏（回想）
20年前の1999年に起きた幼女殺人事件の被害者。
死因は頸部圧迫による窒息死。
「誰かに跡をつけらているような気がする」と当時交番に勤務していた鶴見に相談するも、鶴見が忙しく少しだけ待つように言われてしまい、鶴見を待たずに交番を去り、その帰り道に犯人に遭遇し、山林に連れ込まれて殺害された。
市橋美音
演 - 藤森あいり（写真）
10年前の2009年に起きた幼女殺人事件の被害者。
この事件の発生により、20年前の事件と共に連続幼女殺人事件として捜査が進められ、この際に西内に辿り着いた。
虎丸京子（とらまる きょうこ）〈54〉
演 - 山下容莉枝（回想 / 第8話）
虎丸の妻。旧姓は「水野」。
仕事ばかり優先する虎丸に愛想をつかし、息子の周平を連れて5年前に家を出て行った。
虎丸周平（とらまる しゅうへい）
演 - 中島凱斗（写真 / 第8話）
虎丸の息子。
「周平」という名前は、周りの人間と上手くやっていって欲しいという想いを込めて虎丸が名付けたという。

第4話
相楽浩司（さがら こうじ）〈47〉
演 - やべきょうすけ（少年期：高村佳偉人）
相楽の兄。今回の事件の被害者。
死因は頸動脈を包丁で切られたことによる失血死。
遺体があった自宅は荒らされており、現場には貴重品が全て無く、首以外に争った形跡が無かったため、強盗に見せかけた顔見知りによる犯行と想定して捜査された。
幼少期は弟・相楽とも仲が良く、いじめられていた相楽を助けるなど弟想いの良き兄だったが、大人になると様々な人に嘘をついて金を借りるようになり、相楽にも金を借りていたため、相楽は浩司のことを快く思っておらず、絶縁状態にあった。
その上、事件の3か月前から大麻を使用していたことが相楽に知られ、相楽に返すために渡した50万円を受け取ってもらえなかった。
真野が遺体発見現場の違和感に気付き、本来ならば殺害した後に部屋が荒らされたはずなのに引き出しの中の血痕があったため、「部屋を荒らした後に殺害された」と推察されることから、真野が浩司の血の道筋を調べたところ、返り血を受けた犯人が存在しない。つまり今回の事件は浩司の自殺であることが明らかになった。
実は浩司は胃癌を患っており、事件の時には余命3か月の状態だった。
ノンナや真野、水沢らの努力によって橋から落とされた金と封筒を広い集め、回収した封筒に付着した特殊な油分が発見され、その油について虎丸が調べたところ、浩司が1年前から自宅近くの工場で働いており、浩司が相楽に渡した金は、浩司が1年かけて地道に工場で働いて稼いだ金だったことが判明した。
工場で働くようになった理由は、多額の借金を背負ってしまった相楽の力になるためで、半年前に胃癌の診断を受けた後も、相楽のために貯めた金を治療費に充てたくなく、病院には一切通わずに工場で働き続けた。しかし痛みが増していくばかりだったため、この癌の痛みをごまかすために大麻を使用していた。
事件の1か月前、大麻でのごまかしも効かないほど身体が限界を迎え、工場の仕事を退職した。
浩司が相楽のために工場で働いていることは知らずに大麻を使用していることだけを知った相楽に軽蔑され、相楽のために貯めた金を受け取ってもらえなかった。そこで、どうしたら相楽に金を受け取ってもらえるかを考えた結果、自身が胃癌を患っていて保険金の保険期間が今月までで余命を待たずに終了してしまうことから、元妻の千尋から対象を既に亡くなっている叔母に変更に変更することで、叔母には両親や兄弟が既に他界していて子供がおらず、その場合は弟である相楽に保険金がおりるため、自分で身分証などを全て燃やした上に部屋も荒らし、殺人を偽装して自殺した。
富岡翔平（とみおか しょうへい）
演 - 波岡一喜
浩司の遺体発見現場を遠くから見ていた男。
2年前に麻薬の元締めで逮捕された経験がある。
なお、浩司に金は貸していたが、浩司に大麻を販売していた人物かは不明。
相楽千尋（さがら ちひろ）
演 - 瑛蓮
浩司の元妻。
浩司の自宅から発見された保険証書に保険金受取人として記載されていたため、事情聴取された。
しかし、既に保険金受取人が浩司の叔母に変更されていたため、嫌疑が晴れた。
捜査員A
演 - 南雲勝郎（第5話・第8話）
竹谷直也（たけたに なおや）
演 - 高木慧一（写真）
以前浩司に金を貸していたため、浩司を殺害した容疑者の一人としてマークされた男。
3年前に横領罪で逮捕された経験がある。

第5話
島本彩花（しまもと あやか）〈46〉
演 - 矢田亜希子
優の母。
28歳の時に娘の優が誘拐事件に遭い、犯人の指示に従って身代金3000万円を渡したものの、犯人が殺害されて身代金もいつの間にか消えていたため、優が帰ってくることはなく、事件以降18年間ずっと優を探すために夫の彰と共に街頭でビラ配りを行っていた。
事件当初は「スーパーで買い物中の彩花が一瞬目を離した隙に誘拐された」としていた。
しかし、実は学生時代に事件の犯人である神崎と交際していた。
彰と結婚後に突然彩花の前に現れ、交際時の写真をリベンジポルノとして教師である彰の学校にばら撒くと脅し、再び肉体関係を持ってしまった。
すると、彩花の妊娠が発覚し、彰との子供だと信じて出産したが、実際に産まれた優は神崎との子供だった。
その後、再び彩花の前に神崎が現れ、3000万円を渡せば優が神崎の子供であることは公言せず、もう彩花の前には現れないと告げた。
そこでやむを得ず神崎が提案した優の偽装誘拐に協力することになり、金を渡せば神崎から優を返してもらう約束だったが、神崎が海東に殺害され、そのまま海東が優を連れ去り身代金も持ち去ったため、本当の誘拐事件となってしまった。
全ての事件解決後は優のもとに面会しに行き、18年ぶりの再会を果たした。
島本優（しまもと ゆう）〈18〉
演 - 山本舞香
彩花と彰の娘。
18年前の2001年1月に発生した鶴竹町乳児誘拐事件の被害者で、今回の殺人事件まで行方不明となっていた。
しかし、海東の遺体発見現場から優の毛髪が発見され、生存が確認すると同時に殺人の容疑者として浮上した。
海東が誘拐事件の犯人・神崎を殺害し、優はそのまま海東に連れ去られており、その後上野の児童養護施設に預けられた。施設では「遠藤レイカ」という名前で育った。
海東を殺害したとして自ら警察に出頭し、海東の殺害を自供した。証言の確認作業の結果、人気のない高架下に海東を呼び出して拾った石で頭を殴って殺害し、凶器の石は川に投げ捨て、遺体はレンタカーで山に運んだという優の証言は立証された。
しかし、真野の鑑定の結果、海東の遺体発見現場に落ちていた優の毛髪には全て毛根鞘が付いていたことから、偶然その場に落ちた毛髪ではなく、自分で髪を抜いて意図的に現場に残したものだということが判明した。
また、海東のポケットの中に土が入っていたことに違和感を覚えた真野が臨場したところ、海東の遺体を埋めた後、3日後に遺体を掘り出して発見されやすい場所に移動したことも判明した。
更に、真野の親子鑑定の結果、優は彩花の子ではあるが、彰の子供ではないことが明らかになった。
これらの鑑定結果により、優は誰かの罪を被っていることが分かり、捜査の結果、施設で世話になった上野が海東を殺害し、その罪を被っていることが判明した。
海東と上野が口論になっているところを目撃し、自分が誘拐されていた事実を知ってしまい、上野が海東を殺害後、上野は足が不自由だったため、優を呼び出し、優の出生の秘密を教えることを条件に海東の遺体を遺棄することを手伝った。その後、1人で遺体を山に運び、上野の身代わりとなるために出頭した。
しかし、本当に守りたかったのは上野ではなく母である彩花だった。
上野が逮捕されれば過去の神崎との出来事が全て公になってしまい、彩花が辛い想いをすることを防ぎたかったからである。
最初に海東の遺体を山奥に埋めた後、自分の出生の真相を知った優は、3日かけてビラ配りをしている彩花と彰を探して会いに行ったが、そこで既に2人には自分とは別の子供がいることを知った。そこで、家族の幸せを守るため、全ての罪を被ることを決意。山奥に埋めた海東の遺体を掘り返して発見されやすい場所に移動させ、毛髪も残し、自分が犯人であるかのような痕跡を残していった。
全ての事件解決後は彩花と彰が面会に来たことで18年ぶりの再会を果たした。
島本彰（しまもと あきら）
演 - 山中聡
優の父。教師。優の誘拐事件当時は28歳。
優が神崎の子供であることは海東の事件の際にDNA検査を行うまで気付いておらず、18年もの間、彩花に辛い想いをさせていたことを悔やんだ。
最終的に優を自分の娘として受け入れることを決意した。
上野郁子（うえの いくこ）
演 - 安藤玉恵
優が育った児童養護施設の職員。
足が不自由でいつも杖をついて歩いている。
海東の事件の際に優が誘拐された子供であると気付いていなかったと証言していたものの、優の捨て子の届けが出されたのが、優が施設に入ってから1年後だったことに違和感を感じた虎丸が捜査をしたところ、優が誘拐された子供であるは知っており、そのことで事件の1週間前に海東と口論になっていたことが判明した。
海東とは中学生からの腐れ縁で、自身の児童養護施設に海東が乳児の優を連れてきた際には一度断るも、当時施設が資金難に陥っていたことから、海東から金を貰うことを条件に優を引き取った。
しかし、18年後に再び海東が現れ、優が誘拐された子供だと知りつつ引き取ったことを世間に公表しようとする海東と口論になり、その時優に話の内容を聞かれてしまった。そして後日、海東を高架下に呼び出して拾った石で頭を殴って殺害。足が不自由なため優を呼び出し、出生の真相を教えることを条件に死体遺棄を手伝わせた。
その後、優が真相を証言し、上野は罪を認めた。
海東奈津美（かいとう なつみ）〈享年46〉
演 - 滝沢沙織
今回の事件の被害者。
生前は都内のスナックに勤めていた。
死因は頭部を殴打されたことによる脳挫傷。
自宅のアパートから神崎の血液が付着した包丁が発見され、18年前の誘拐事件の際に海東が神崎を殺害していたことが明らかになった。
18年前は風俗店で働いており、神崎は店の常連客でプライベートでも交際していた。しかし、妊娠が発覚すると、神崎が産むことを認めず無理矢理中絶させられた。更に、中絶した際に子宮癌が発覚し子宮を摘出したため、子供が産めない体になってしまった。
妊娠していた神崎との子供を堕ろして数か月後に神崎が突如現れ、金を渡して誘拐してきた優を海東に預けた。
しかし、神崎にとって都合の良い人間と捉えられていることに納得がいかず、優と神崎から渡された金を返しにコテージに向かった。そこで、海東が妊娠した子供を神崎が自ら中絶に追いやっておきながら乳児の優を愛でている上に、「あの時、産んでおけば良かったか？」と言われたことが我慢出来ずに包丁で神崎を刺し殺害した。
その後は優と身代金を持ち去り、最初は自分で優を育てようとしたものの限界があり、中学生からの腐れ縁で児童養護施設を営む上野のもとへ駆け込み、上野に金を渡すことを条件に優を預けた。
しかし、18年後に再び上野のもとに現れ、優が誘拐された子供だと知りつつ引き取ったことを世間に公表すると脅して口論の挙句、上野に殺害された。
神崎徹（かんざき とおる）〈享年30〉
演 - 石垣佑磨
18年前に発生した優の誘拐事件の犯人。
島本夫妻に身代金3000万円を要求した後、待機していたコテージで何者かに殺害された状態で発見された。
当時風俗店の従業員だった海東と交際していたが、海東の妊娠が発覚すると無理矢理中絶させた。
その数か月後に海東の前に突然姿を現し、金を渡して誘拐してきた優を海東に預けたが、海東の琴線に触れる発言をしてしまい、逆上した海東に包丁で刺殺された。
実は学生時代に誘拐した優の母・彩花と交際していた。
彩花の前に突然姿を現し、交際時の写真をリベンジポルノとして彩花の夫で教師である彰の学校にばら撒くと脅して再び肉体関係を持ち、そこで彩花が神崎との子供・優を妊娠・出産した。
その後、再び彩花の前に神崎が姿を現し、優の偽装誘拐を行って3000万円を用意すれば優が神崎の子供であることは公言せず、もう彩花の前には現れないと提案し、彩花に誘拐を協力させた。しかし、前述の通り海東に包丁で刺殺されて死去した。
医師
演 - 福澤重文
彩花の妊娠を告げた医師。
アナウンサー
演 - 内田嶺衣奈（フジテレビアナウンサー）（第7話）
アナウンサー
演 - 永尾亜子（フジテレビアナウンサー）
彩花と彰の娘
演 - 新津ちせ
優が行方不明の間に生まれており、優の妹にあたる。
両親と共に優を探すビラ配りを手伝っていた。

第6話
藤田慎太郎（ふじた しんたろう）
演 - 伊藤正之（最終話）
科捜研の前科長。
25年前に発生した武蔵野一家殺人事件の鑑定を海塚と共に担当していた。
15年前に肝臓癌で死去していた。
研究段階でまだ普及していなかったDNA型鑑定の可能性をいち早く察知し、将来必ずDNA型鑑定が主流になると確信していたため、いつか武蔵野一家殺人事件の証拠品である軍手をDNA型鑑定する日を信じ、より多くの検体を残すために軍手の指先を切り取っていた。
海塚と共に嘱託された検査を済ませ、鑑定書を作成したが、鑑定書の控えやメモ、事件に関する全ての資料を提出するように命令が来た。
翌日、全ての資料を提出したところ、代わりに改ざんされた鑑定書の控えが渡された。それが真野が見たファイルに保管されている鑑定書だった。
事件から10年後、自身が病死する直前に、捜査本部に提出する前に藤田が密かに書き写していた鑑定書の内容や操作資料が記されたノートを海塚に渡すように妻の早苗に頼んでいた。
藤田早苗（ふじた さなえ）
演 - 長野里美
藤田の妻。
海塚が事前に早苗と接触し、藤田が亡くなる直前に鑑定書の内容や操作資料が記されたノートを海塚に渡した上で、海塚と口裏を合わせており、真野の「藤田が亡くなった後も科捜研の人間と交流があるのか」という質問に対して「もうずっと会っていない」と虚偽の発言をするように頼まれていた。

第7話
伊集院和明（いじゅういん かずあき）
演 - 徳重聡
都議会議員。
自身も乗っていた秘書の住井が運転する乗用車で認知症の高齢男性を轢いて死亡させてしまう事故が起きたとされた。
真野による事故のシミュレーションによって事故当時車に乗っていた人物はシートベルトの痣が残っていることが分かり、伊集院と住井の体を確認したところ、伊集院には左肩に痣があり助手席に居たことが証明された。
愛妻家として有名だったが、実は女癖が悪く、何度も不倫を繰り返していた。そのため、事故の日に妻はそのことで伊集院に愛想をつかして実家に帰っていたため、妻のアリバイが証明された。
事故を起こした車内の足元部分にはシミがあり、その成分と車で使われていた芳香剤の成分を分析したところ、芳香剤にローズ系の香水が混ざっていることが判明した。
伊集院は愛人が出来ると香水をプレゼントするのが常套手段であり、車の芳香剤に混ざっていた香水も愛人にプレゼントしたものだった。更に、香水の匂いに気付いたノンナによってこの香水はノンナが助けた女性およびその際に間違って入れ替わってしまったパスケースの持ち主だったことが明らかになった。
そのパスケースの持ち主こそが今回の事故の真犯人であり、伊集院の愛人である小貫貴子だった。
不倫が公になるのを防ぐため、車内では2人ともマスクを着用していたが、口論となって小貫がマスクを外そうとしたのを伊集院が制止するなど脇見をしていたところ、認知症を患い夜中に徘徊していた小宮藤吉を轢いてしまった。
更に事故当時、伊集院は違法薬物を所持しており、小貫が事故を起こしたことが分かれば違法薬物の存在も発覚してしまうため、小貫の運転による事故を隠蔽しようと小貫のスマートフォンを使って住井に電話をかけ、「もし身代わりを受け入れなければ伊集院が行ってきた闇献金の全ての責任を取らせる」と脅し、住井に罪を擦り付けた。
その後、小貫に違法薬物を持って立ち去るように指示を出し、それに従って小貫は咄嗟に近くの公園のICカードが鍵となるコインロッカーに違法薬物を隠した。
しかし、違法薬物を隠した後に小貫はタイミング悪く男たちに絡まれてしまい、ノンナらが助けに入るも、コインロッカーで使用したICカードが入ったパスケースをノンナのものと取り違えてしまった。
そこで伊集院は、違法薬物のことを部下に知られるわけにはいかないため、小貫に坂上・水沢・ノンナの写真を撮らせ、それをもとに伊集院が自ら順に3人を襲い、ICカードを取り返そうとした。
坂上は階段から突き落としてバッグを強奪、水沢もバッグを強奪、ノンナに至ってはノンナの自宅に侵入してICカードを取り戻そうとした。しかし、ノンナに気付かれ、ノンナを黙らせようとするも反抗したノンナに腕を引っ掻かれた。
最終的に、ノンナが引っ掻いた腕の傷と違法薬物の使用を立証する毛髪鑑定が証拠となることから犯行を認めた。
柏原依子（かしわばら よりこ）
演 - 宇野実彩子
大森西署交通課の刑事。
伊集院の秘書・住井が起こしたとされる交通事故を担当している。
虎丸と共に事故を追っているが、伊集院と住井の供述に疑問を抱き、住井が事故を起こしていないと考えている。
柏原は伊集院のパワハラ疑惑や不倫の事実を掴み、真野やノンナとも協力して伊集院の逮捕まで至った。
住井葉子（すみい ようこ）
演 - 河井青葉
伊集院の秘書。
自身が運転する乗用車で認知症の高齢男性を轢いて死亡させてしまう事故が起きたとされた。
事故現場から約100m離れた場所にある防犯カメラの映像に該当車が映っていたが、通過した時間と通報した時間に約1時間のタイムラグがあった。
このことについては事故を起こしたとされる秘書の住井も同乗していた伊集院も事故の衝撃で意識を失っていたと証言している。
しかし、口裏を合わせたかのようなあまりに一致しすぎる証言に疑問を抱いた虎丸や柏原は、本当は酒を飲んでいた伊集院が運転をしていて住井が罪を被ったのではないかと考え捜査を進めた。
真野による事故のシミュレーションによって事故当時車に乗っていた人物はシートベルトの痣が残っていることが分かり、住井の体を確認したところ、左右どちらにも痣が無く、住井は運転どころか車には乗っていなかったことが明らかになった。
実は伊集院の愛人である小貫が車を運転しており、小貫が事故を起こしたことを隠蔽するために伊集院が小貫のスマートフォンを使って住井に電話をかけ、全ての罪を被らせたのだった。
最後まで伊集院や小貫を庇っており、住井が今回の罪を背負おうとした理由は、住井は何も知らずに秘書としての仕事をこなしてきただけだったものの、伊集院から「もし身代わりを受け入れなければ伊集院が行ってきた闇献金の全ての責任を取らせる」と脅されていたからである。
また、強い理想と信念を持って政治家になろうとしていたが、そのためにはどうしても伊集院の後ろ盾が必要だったため、どんな仕打ちにも耐えてきたという。
小貫貴子（おぬき たかこ）
演 - 中村静香
ナンパ目的の男たちに絡まれているところをノンナらに助けられた女性。
ノンナ・水沢・坂上亜希が合コンに参加した帰り道で小貫が男たちに絡まれているところに遭遇し、ノンナが我慢出来ずに小貫を助けに行くも突き飛ばされ、荷物を散乱させてしまう。
散乱した荷物の中からノンナの科捜研の身分証を発見した男たちは、ノンナらが警察関係者だと知り逃亡した。しかし、小貫はいつの間にか自分の荷物を回収して姿を消していた。
その後、ノンナがいつものようにパスケースに入った交通系ICカードを使って自動販売機で飲み物を買おうとしたが残金不足になってしまい、先日チャージしたばかりだったことに疑問を持ちパスケースの中を開けると、自身のパスケースにはシールが貼っていたが持っていたパスケースにはシールが貼られていないことから、いつの間にか別人のパスケースと入れ替わっていることが分かり、小貫を助けた時に荷物が散乱していたため、ノンナはそこで取り違えたものだと気付いた。
パスケースに入っていたICカードの利用履歴を調べると、事故当日にコインロッカーを利用していたことが分かり、コインロッカーの中を調べると『加賀美商事』の袋が入っていた。
小貫は現在『加賀美商事』に勤めており、大学時代に伊集院の事務所でウグイス嬢のアルバイトをしていた経験がある。
実は小貫は伊集院の愛人で小貫が車を運転していた。
不倫が公になるのを防ぐため、車内では2人ともマスクを着用していたが、なかなか伊集院が妻と離婚しないことに痺れを切らして口論となり、公然と交際するために小貫がマスクを外そうとしたのを伊集院が制止するなど脇見をしていたところ、認知症を患い夜中に徘徊していた小宮藤吉を轢いてしまった。
真野による事故のシミュレーションによって事故当時車に乗っていた人物はシートベルトの痣が残っていることが分かっており、小貫の右肩には事故を起こした際にくい込んだシートベルトの痣が残っていた。
小貫が事故を起こしたことを隠蔽するために、小貫のスマートフォンを使って伊集院が住井に電話をかけ、住井に罪を被らせた。
小貫がコインロッカーの中に隠した袋の中身は伊集院が使用していた違法薬物だった。
小貫は現場から去った後、咄嗟に近くの公園のコインロッカーに自身が勤める会社『加賀美商事』の袋に入れた違法薬物を隠したが、タイミング悪く男たちに絡まれてしまった。
そこをノンナらが助けに入り、その隙に小貫は逃げ去ったものの、パスケースがノンナのものと入れ違っていることに気付いた。
そこで伊集院が小貫を助けた3人の写真を小貫に撮らせて伊集院が自ら3人を襲い、ICカードを取り返そうとしていた。
坂上亜希（さかがみ あき）
演 - 木原実優
水沢の友人でノンナや水沢と共に合コンに参加していた。
合コン帰り道に小貫貴子がナンパ目的の男たちに絡まれているところに遭遇し、ノンナが助けに行くも突き飛ばされて荷物を散乱させてしまい、そこで小貫のパスケースとノンナのパスケースが入れ違ってしまった。
その後、坂上は見知らぬ男に突き落とされて怪我を負った上に所持していたバッグをその男に盗まれた。更に水沢も見知らぬ男にバッグを盗まれ腕を負傷した。
これはコインロッカーから小貫が咄嗟に隠した違法薬物をするために小貫のパスケースを取り戻そうと伊集院が起こしたことだった。
坂上忍（さかがみ しのぶ）
演 - 坂上忍（本人 / Special Thanks）
情報番組『バイキング』のMC。
今回の事故を同番組で報じた。
榎並大二郎（えなみ だいじろう）
演 - 榎並大二郎（フジテレビアナウンサー / 本人）
情報番組『バイキング』のアナウンサー。
小宮藤吉〈享年78〉
演 - 天野敏光
今回の事故の被害者。
認知症を患っており、夜中に徘徊していたところを都議・伊集院が乗っていた乗用車に跳ねられて死亡した。

第8話
橋本梨央（はしもと りお）
演 - 石井杏奈（幼少期：あうろら）
人気女優。
幼少期に児童養護施設で育った。
高校時代からの友人であるカンナの紹介でノンナのもとにやって来て、「治と秀司は10年以上も家族同然で暮らした仲だから喧嘩した程度で殺すなどありえない」と、事件を調べ直すように申し出た。
児童養護施設に入所したての頃は、体を触れられただけで拒絶してしまうほど心に傷を負った状態だったが、治や秀司と3人で毎日過ごしていると徐々に傷が癒え、梨央が2人に「将来女優になりたい」と夢を伝えた際も、最初は冗談を言ったがそれからずっと応援してくれていた。
しかし、梨央が女優の事務所にスカウトされ、マンションに住まわせてもらえることを2人に報告すると、2人から「この施設を出たらお前は他人」など、強く突き放す言葉を突きつけられ、2人への想いを断ち切って施設を後にした。
それからは2人には会っていなかったが、女優として賞を取った際には真っ先に2人に知らせたいと思いに会いに行ったものの、久々の再会は2人は振り込め詐欺に加担していた容疑で逮捕されている場面だった。
2人が何も事情なく悪事に手を染めるような人間でないことを知っていた梨央は、2人が苦しんでいる時に自分だけ夢を追っていたことを悔やんでいた。
実は10年前に発生した荻窪8丁目殺人事件で殺害された益山の叔父の実の娘だった。
益山の叔父は妻を亡くしてから娘の「れん」と2人で暮らしていたが、叔父は日常的に「れん」に性的虐待を加えており、それに耐えかねた梨央は叔父が寝ている隙に胸を刺さして殺害した。
身寄りを失った梨央は名前を「橋本梨央」に変え、児童養護施設に預けられた。
フリーライターの益山はこのことを記事にしようとしており、治と秀司が益山に金を渡してそれを防いでいた。2人が振り込め詐欺に加担していた理由もエスカレートする益山からの金銭要求に働いて貯めた金だけでは足りなくなったためである。
梨央が事務所にスカウトされた時に2人は梨央を強く突き放すような言葉を突きつけたが、本当は梨央が芸能事務所に入れることを知ると2人は自分のことのように喜んでいた。
しかし、芸能事務所の社員が2人と交流が続くと梨央の過去が明らかになる可能性があるため、2人に梨央との関係を絶つように要求し、梨央の夢を叶えるためにそれを受け入れ、敢えて梨央に嫌われるようなことを言って遠ざけたのだった。
御手洗治（みたらい おさむ）
演 - 渋谷謙人（幼少期：持田唯颯）
梨央と秀司の児童養護施設での幼馴染み。
口論をきっかけに秀司を殺してしまったと自首し逮捕された。
秀司の死亡推定時刻は21時から23時頃であり、23時過ぎに通報した上に凶器には治の指紋が付いていて治の証言とも合っていることから、治が秀司を殺害したことは間違いないと見て捜査された。
しかし、翌0時頃に鑑識によって現場を撮影した時には既に秀司の血液が黒くなっていて完全に乾いている状態だったが、秀司から出ていた量の血液が完全に乾くまで本来は最低でも2時間は必要であり、22時頃に殺害されていなければならないため1時間の空白があり、23時頃に殺害したという治の供述に矛盾が生じた。
臨場の結果、殺害現場からチンチラペルシャの毛が発見され、治と秀司は猫を飼っていなかったことからペットショップで購入履歴を調べたところ、フリーライターの益山英彰が最近購入していたことが分かり、益山の自宅に向かったものの、益山は遺体で発見された。
益山は秀司が殺害された日の20時前後に殺害されており、治は「益山を殺害したのは秀司で、自分は殺しても金を盗んでもいない」と証言した。
治の証言によると、侵入しやすいマンションを見つけて2人で空き巣に入る計画を立てていたが、秀司が抜けがけをして1人で盗みに入ったところ、益山に出くわして秀司が益山を殺害してしまい、盗んだ金品を持って秀司は家に戻ったものの「金は全部俺のものだ」と言い張る秀司と揉めて秀司を殺害し、金品を河川敷に埋めて出所した時に独り占めしようと考えていたという。
その証言通り、河川敷には盗んだ金と、益山を殺害した際に使用された凶器も発見され、秀司の指紋が検出された。
当初は治の証言から「犯人は金品を盗むことが目的だったため、益山を殺害した後に金庫を開けて金品を盗んだ」と考えられていた。
しかし、益山の金庫には指紋を拭き取った形跡があったにもかかわらず、血液は一切検出されなかったことに違和感を抱いた真野が飛沫痕や滴下痕や擦過痕を再現した血痕マップを作成し、益山を殺害した犯人の行動を辿ったところ、犯人は益山を殺害した後にキッチンで血を洗い流し、そのまま益山宅を去ったことが分かり、犯人は金品を盗んでいないことが明らかになった。
益山を殺害した際の足跡と金庫から金品を盗んだ際の足跡では若干異なっており、歩幅や角度、圧力のかかり方など犯人のものとは別な足跡だと分かった。
この足跡は乾いた血液を踏んだものだったため、益山が殺害された後に治が金品を盗んだことになり、20時頃に益山が殺害されたため、血液が乾くのを考慮すると22時頃に金品が盗まれたことが分かった。
これにより空白の1時間の辻褄が合い、秀司の靴からは秀司の他に治のDNAが検出されたことからも治が金品を盗んだことは明らかだったが、埋めたことは認めている一方で金品を盗んだことは認めなかった。
3年前、自身の叔父が殺害された荻窪8丁目殺人事件を追っている益山が治と秀司のもとに現れ、日常的に性的虐待の被害に遭っていた当時10歳だった娘の梨央が犯人であることを掴んでおり、このことを記事にしようとしていた。
記事が世に出てしまうと梨央が女優を続けられなくなると考えた2人は、梨央の女優としての人生を守るために益山に土下座をして記事を書くのを止めようとしたところ、益山から「毎月30万円支払うように」と要求された。
それから2人は益山に金を渡すために昼夜問わず工場で働いた。しかし、梨央が売れていく度に益山からの要求額が増えていき、徐々に追い込まれて2人は振り込め詐欺に加担してしまった。
そんな日々も限界を迎え、秀司が金の要求を止めてもらえるよう交渉に行ったものの、警察に行けば梨央の秘密が同時に公表されると言われ、耐えかねた秀司が益山をナイフで刺し殺してしまい、その報復として益山の弟・優太によって秀司が刺されてしまった。
治が帰宅した時には既に秀司は優太に刺されている状態だった。
死期を悟った秀司から、梨央の過去が探られないように益山のもとに行って金品を盗むこと、治が秀司を殺害することを頼まれた。
また、自首するだけでなく、実際に秀司を殺さなければ凶器への指紋の付き方や返り血の浴び方など、本当に殺さなければ警察は騙せないと秀司から訴えられ、悩んだ末に梨央のために秀司を殺害した。
そこから通報するまでの1時間は、益山の部屋に向かい、秀司の靴を履いて金品を盗み、強盗目的に偽装。更に、益山が優太に連絡した形跡を取り除き、盗んだ金品を河川敷に隠し、2人の部屋のゆうたの痕跡を消してから自ら犠牲となって通報した。
本来ならば真相に辿り着いた虎丸らは、益山および秀司の死の真相を梨央の過去と共に世間に公表するところだが、虎丸が気を利かせ、梨央の過去が世間に公表されないように秀司の犯した益山の殺害は「動機不明」ということで処理することになった。
最終的に治の罪は嘱託殺人罪となった。
根岸秀司（ねぎし しゅうじ）
演 - 落合モトキ（幼少期：高橋琉晟）
今回の事件の被害者。
梨央と治の児童養護施設での幼馴染み。
死因は肝臓と心臓を刺されたことによる出血性ショック。
実は事件の前にフリーライターの益山を殺害していた。
3年前に益山が現れ、梨央の過去を記事にしようとしており、梨央の女優としての人生を守るために記事を書くのを止めようとしたところ、益山から金を要求された。
それから2人は益山に金を渡すために昼夜問わず働いて金を捻出していたものの、徐々に要求額が増えていき、支払いのために振り込め詐欺に加担してしまった。
そんな日々も限界を迎え、秀司は「これ以上金を要求するなら警察に行く」と益山に土下座して金の要求をやめるように懇願したが、益山は「（警察に行けば）梨央の秘密が同時に公表される」「橋本梨央の秘密の買い手ならいくらでもいる」と言い放った。
そこで、耐えかねた秀司が益山をナイフで刺し殺してしまった。
秀司は手に着いた血を洗い流し、そのまま家に戻った。
しかし、益山の弟・優太が報復のために秀司の家に押しかけ、ナイフで胸を刺した。
治が帰宅した時には既に秀司は優太に刺されていて大量に出血している状態で、自身の死期を悟った秀司は、優太が逮捕されて自分が益山を殺害したことが発覚すれば梨央の過去が探られる可能性があるため、治に益山のもとに行って金を盗むことを頼んだ。
更に、治が秀司を殺害したことにすれば優太が逮捕されることはないと考えていた。しかし、自首するだけでなく、実際に秀司を殺さなければ凶器への指紋の付き方や返り血の浴び方など、本当に殺さなければ警察は騙せないと考え、2人の希望である梨央を守るために治に自分の殺害を依頼し、既に瀕死の状態だったものの、最終的に治に胸を刺されて死亡した。
益山英彰（ますやま ひであき）〈享年40〉
演 - 弓削智久
フリーライター。週刊誌で記事を書いていた。
秀司の遺体発見現場でチンチラペルシャの毛が発見され、治と秀司は猫を飼っていなかったことからペットショップで購入履歴を調べたところ、益山が最近購入していたことが分かった。
虎丸と猪瀬が事情を聞くために益山の自宅に向かうと部屋の鍵が空いており、中に入ると益山の遺体があった。
死因は全身を刃物で刺されたことによる失血死。
殺されたのは発見から秀司が殺害された日の20時前後。
10年前に発生し、自身の叔父が殺害された荻窪8丁目殺人事件について追っていた。
3年前に治と秀司のもとに現れ、梨央が叔父を殺害した過去を記事にしようとしており、2人が記事を書くのを止めようとしたため、2人に毎月30万円支払うように要求した。更に、梨央が売れていく度に要求額を増やしていった。
そんな中、限界を迎えた秀司に「これ以上金を要求するなら警察に行く」と益山に金の要求をやめるように懇願されたが、益山はやめようとしなかったため、耐えかねた秀司にナイフで刺し殺された。
しかし、益山が死の間際に弟の優太に連絡して秀司の家に向かわせ、報復として殺害を指示していた。
益山優太（ますやま ゆうた）
演 - 阿部亮平
益山の弟。
死の間際の益山から連絡を受け、益山を殺害した秀司の家に向かい、秀司を殺害しようとした。
真相が分かった後に殺人未遂で逮捕された。
なお、優太は梨央の過去については伝わっていなかったため、優太の逮捕によって梨央の過去が世間に公表されることはなかった。

第9話
富樫康太（とがし こうた）〈33〉
演 - 和田正人
綾乃の恋人。
綾乃のスマートフォンとテーブルとドアの内側に血液がついた富樫の指紋が残っており、現場付近を走っていく姿が目撃されていることから、事件の容疑者として追われる身となった。
傷害致死罪で7年服役しており、事件の直前に仮出所したばかりだった。
7年前、当時交際していた綾乃との結婚資金を貯めるためにとある会社に就職したものの、実態は暴力団絡みの悪質なキャッチセールスの会社であり、それに気付いた時にはもう手遅れで、半ば暴力団に脅される形で仕事を続けるしかなかった。
そんな中、利権争いをしていた連中に暴行を受け、恐怖心のあまりその中の一人を刺し殺してしまい、その時に虎丸が富樫を逮捕した。
虎丸は出所前の数日前にも富樫に会っており、富樫が改心してやり直す決意を聞いていたため、虎丸だけは今回の事件は富樫の犯行ではないと信じている。
綾乃の頬にあった細かな傷がバラの棘であることが推察されたため、綾乃の自宅付近の花屋で聞き込みを行うと富樫が事件前に黄色いバラの花束を購入していたことが分かった。
逃亡する中で上田真治を殴る暴行事件を起こしてしまった。
暴行事件の後に、拾った携帯電話で虎丸に電話かけたが、虎丸から出頭するように促され、「どうせ誰も信じてくれない」「俺を信じてくれたのは綾乃だけだった」と言葉を残し電話を切った。
富樫が虎丸にかけた携帯電話の持ち主が意識不明で入院中の石崎重夫だと分かった。
富樫に肩入れしてしまったために虎丸は今回の事件の捜査から外されてしまったが、富樫から「俺を信じてくれたのは綾乃"だけ"だった」と言われたことに対して「俺も信じている」と言葉を返せなかったことを後悔しており、真犯人を探すために虎丸は真野に再捜査を依頼した。
富樫の父も強盗殺人で逮捕されており、幼少期から「犯罪者の息子」というレッテルを貼られ、学校やアルバイト先でトラブルがあると真っ先に疑われており、否定しても誰からも信じてもらえなかった。
そんな時、富樫と綾乃の勤務先で売上金が紛失するトラブルがあり、例によって疑いの目は富樫に向けられたが綾乃だけは富樫のことを信じて根気よく話を聞いてまわり、清掃係が誤って捨ててしまったことを突き止めた。これがきっかけで2人の交際が始まった。
その後、真野によって綾乃の頬の傷跡から採取した樹液に含まれる栄養剤が富樫がバラを購入した店舗では使用されていないことが判明し、頬の傷は富樫が持って行ったバラによるものではないことが証明された。
また、富樫が起こしたとされる暴行事件も、石崎が意識を取り戻したことで、上田から暴行を振るわれていた石崎を偶然通りかかった富樫が止めに入って助けた際に上田を殴ったものだったことが明らかになった。
そんな中、虎丸に再び電話をかけ、暴力団の連中が富樫への報復として綾乃が殺害されたと考えていることを伝えた。
すると、電話を代わった真野が確固たる証拠がない状態で人を殺そうとしている富樫を説得しようとしたが、理詰めで宥めようとする真野に富樫が憤慨してしまった。
そこで、真野から「何の証拠もなく憶測や思い込みで勝手に真実を作り上げるな」と、これまで富樫が「犯罪者の息子」とレッテルを貼られて迫害されて苦しんできたはずなのに、同じことを別の人間にしようとしていることを指摘され、真野に対して「何の苦労もしてないくせに」「恵まれて生きてきたやつに俺の苦しみが分かってたまるか」と言い放ってしまった。
しかし、真野は現状真相が闇の中に葬られている武蔵野一家殺人事件のことを暗に引き合いに出し、「真相を明らかにして犯人に制裁を下すチャンスが残っている」と説得され、真野らを信じることにした。
7年前に綾乃はずっと富樫のことを待っていると言っていたが段々面会にも来なくなり、「もしかしたら会いに行っても迷惑になるだけか」と思い、出所して会いに行くか迷っていたが、綾乃と「出所したら黄色いバラの花束を買って行く」と約束していたことを思い出し、綾乃に手紙を出して会いに行くことを決心し、実際に出所後すぐに黄色いバラの花束を買って綾乃と暮らしていたアパートに向かった。
しかし、ドアが開いていて、声を掛けても返事がないし、部屋の電気がついていないため留守かと思ったが鍵をかけていないのは不自然だと感じ、部屋の中に入ると綾乃の遺体があり、通報しようと思ったが怖くなって逃げてしまった。
その際に、綾乃の顔にチカチカとした光が当たっていたことを思い出した。
真野と虎丸は富樫の証言を確認するために現場に向かい、状況を再現したところ、警察が到着して鑑識が撮影した時にはクローゼットのドアが開いていて顔に光が当たることはないということが分かった。つまり、富樫が現場に到着した時点ではクローゼットのドアは閉まっていて、その後何者かがドアを開けたということになる。
これにより、富樫が来た時点で真犯人がまだクローゼットの中に身を隠していた可能性があり、外の様子を伺うためにクローゼットのドアに耳を押し当てていたことによってドアの内側に耳介の跡が残っていたため、そこに付着しているDNA型で真犯人が関口であることを特定し、富樫の嫌疑が晴れた。
胡桃沢綾乃（くるみざわ あやの）〈享年28〉
演 - 美山加恋
今回の事件の被害者。
富樫の恋人。
死因は鈍器で殴られたことによる脳挫傷。
部屋は荒らされた形跡はなく、鈍器による殴打痕のほかに頬に尖ったもので引っ掻かれた細かな傷があった。
真野の鑑定によって綾乃の着衣にバラの花粉が付着していたことが分かり、それにより頬の細かな傷はバラの棘によるものであると推察された。
職場の同僚である関口から一方的な好意を寄せられており、関口が富樫より先にプロポーズをしようとバラの花束を持って綾乃の部屋を訪れ、綾乃がそれを拒絶したことで関口が逆上し、バラの花束で顔を傷付けられた後、鈍器で殴られ死亡した。
7年前に富樫が逮捕された当時、綾乃はまだ大学生であり、親から反対されていた上に周りの多くの友人が結婚していたが、富樫から手紙を貰い、富樫と添い遂げることを決心した。
綾乃が今まで富樫と暮らしていたアパートを引っ越さなかったのは、この部屋で富樫を待っていたかったからであり、その理由に、富樫がプレゼントした指輪を綾乃は殺害されるその時まで身に着けていてずっと待っていた。
関口章太郎（せきぐち しょうたろう）
演 - 長田成哉
綾乃の職場の同僚。
関口によると綾乃とは1年前から交際しており、結婚の約束もしていたという。
綾乃のクローゼットの内側に付着したDNA型と関口のDNA型が一致したことで、関口が綾乃を殺害した真犯人であることが分かった。
綾乃の婚約者を自称していたが、本当は全て関口の一方的な片思いだった。
「富樫のことは忘れろ」と何度も綾乃に言ったが聞いてもらえず、
綾乃が富樫から手紙を貰い、富樫と添い遂げることを決心したものの関口はそれを認めず、富樫より先にプロポーズをしようとバラの花束を持って綾乃の部屋を訪れたが、綾乃から拒絶されたことで嫉妬に狂い、綾乃をバラの花束で殴った後、鈍器で綾乃を殴り殺害した。
そこに富樫がやってきたため、慌ててクローゼットの中に隠れ、富樫が逃げた後、自分も逃げ去った。
明石幸男（あかいし ゆきお）
演 - 瀧川英次
捜査資料管理室の職員。
虎丸に武蔵野一家殺人事件の資料を渡した。
上田真治（うえだ しんじ）〈45〉
演 - 高田淳
逃亡中の富樫が起こした暴行事件の被害者。
当初は「通りすがりに絡まれ、金を出せと暴行を受けた」と証言していた。
しかし、実際は上田が石崎に対して「肩が触れた」と因縁をつけ暴力を振るっていた。
そこへ偶然通りかかった富樫が上田の暴行を止めるために上田を殴ったところを周囲の人間に目撃され、富樫による暴行事件だと勘違いされた。
石崎重夫（いしざき しげお）〈72〉
演 - 芝本保美
富樫が虎丸にかけた携帯電話の持ち主。
上田が富樫に暴行を受けたとされるところから近いところで発見され、身体に激しい暴行を受けた形跡があり、意識不明で入院していた。
その後意識を取り戻し、実は富樫に助けられており、実際に暴行されたのは上田だったと証言した。
上田が「肩が触れた」と因縁をつけてきて一方的に暴力を振るわれていたところ、偶然通りかかった富樫が止めに入り助けられた。
必死になって逃げ出している最中に携帯電話を落とし、意識を失った。
横山
演 - 生津徹
富樫に対して個人的な想いを抱いているために虎丸の代わりに班を仕切ることになった。

第10話
佐保優作（さぼ ゆうさく）
演 - 袴田吉彦（高校時代：大下ヒロト）（最終話）
原田や春日部が所属する実業団チームのオーナーで四葉食品の社長。
高校時代の名字は「倉本」だった。
高校教師だった早川の教え子で、ホームレス事件の時に死亡した新妻と共に、真野の兄・義一をいじめていた主犯グループの一人だった。
新妻の事件と同様に、佐保が関わったとみられる原田の事件も打ち切り命令が出されていた。
2年前のドーピング検査で春日部が陽性反応が出た際に、将来有望な春日部を守るために金を支払い原田を身代わりにした。
その後、ドーピング事件の真相を知った新田が春日部を脅していることを知り、金を支払う代わりに新田に原田の殺害を教唆した。
しかし、今回逮捕されたのは佐保ではなく、四葉食品の役員である菅沼庸平という人物が殺人教唆の容疑で逮捕されてしまった。
虎丸は佐保が逮捕されないことに疑問を抱いていた。
真野が解剖医・島谷から託された仁美の胎児の絨毛と新妻の遺体発見現場にあった軍手のDNA型で親子鑑定を行うと父子であることが分かり、新妻のDNAとは不一致だったことから、佐保が軍手の持ち主の可能性があり、この件を問いただすために真野と早川がシンガポールの出張から帰国した佐保に会いに四葉食品の新商品発表会を訪れたものの、突然会場のボイラ室での爆発に巻き込まれ死亡した。
爆発の原因はボイラ室のガス管に腐食によるものと見られる穴が開いていたことによるガス漏れ。
電気のスイッチには老朽化によるものと見られる漏電の痕跡があり、佐保が電気のスイッチを入れた時に漏電から火花が発生し、充満していたガスに引火して爆発が起きたと推測された。
真野は虎丸が持ってきた佐保の心臓血を鑑定したが、胎児の絨毛と佐保との間に親子関係は認められなかった。
本来、真野は第一発見者であるため臨場などの捜査に関われないが、虎丸に頼んで真野が臨場をした結果、ガス管の小さな穴から爆発に至るまでの濃度に達することは考えられず、ボンベに付着物と接続部に一つだけ新しい傷があることが分かった。
鑑定の結果、元栓部分に残っていた付着物は手袋に使用される皮であることが分かり、手袋の持ち主と見られる人物の皮膚片から採取したDNA型が軍手のDNA型と一致し、その後の真野の捜査によって手袋の持ち主が早川であることが判明した。
高校時代に新妻と共にタバコの自動販売機を壊して金を盗んで回ったことがあり、警察から学校に連絡が来ていた。
警視総監を父に持ち、義一に執着を抱いていた壇がその話を聞きつけ、壇から新妻と佐保に「父に頼んで自販機泥棒は見逃す代わりに義一をいじめて欲しい」と提案をもちかけられた。
佐保は壇の指示通り、新妻と共に義一を徹底的にいじめ、義一を不登校に至らしめた。
壇を介した仁美の依頼で、今度は仁美の不倫相手で自身の担任だった早川をいじめ、クラスで学級崩壊を引き起こし、早川を精神崩壊に至らしめるまで追い詰めた。
壇が早川に仁美の殺人を教唆した後、壇の指示で新妻と共に早川の行動を監視しており、早川が仁美・公則・良枝を殺害したことを壇に連絡した。
壇の到着後、壇が「早川の犯行を隠蔽し、義一が無理心中を謀ったことにする」と早川に提案し、2階の自室にいて気付いていなかった義一を呼び出して遺書を義一に無理矢理書かせ、壇の指示で新妻と共に電気コードを使って義一を絞殺した。
壇の父親によって事件が隠蔽された後、高校を卒業すると当時のクラスメイトとの交流を断ち、その後四葉食品の現会長の娘と結婚し、同社の社長に就任した。
しかし、真野を真実へたどり着かせたかった壇の計画によって早川に殺害された。
早川は事前に会場に忍び込み、ボイラ室のガス管と電気スイッチに細工を施し、ガスの濃度を上げるためにボンベの元栓を開いてガスを充満させ、準備が整った頃を見計らって壇が電話で佐保をボイラ室に呼び出し、部屋に入ってきた佐保が電気スイッチをつけると部屋が爆発して死亡した。この際にボンベの接続部からガスが漏れだしたため、接続部を工具で慌てて締め直して着用していた手袋がボンベに張り付いて剥がれていた。
春日部芳彦（かすかべ よしひこ）
演 - 柾木玲弥（最終話）
テニスプレーヤー。
2年前に行われた全日本テニスオープンのドーピング検査で陽性反応が出て騒ぎになったが、原田がこの時に春日部の食事に禁止薬物を混入したと自ら証言して自身の疑惑は晴れた。
しかし、実際は春日部自身がドーピングをしことは事実であり、佐保が肩の故障を抱える原田に金と引き換えに濡れ衣を着せたものだった。
原田がドーピング事件の罪を被ることを承諾した後、春日部に「お前の才能はこんなことで潰すべきじゃない。俺は選手としては終わってる。あとはお前に任せるよ」と原田のテニスプレーヤーとしての人生を託されたものの、「原田を犠牲にした」という事実が更なるプレッシャーになって重たくのしかかり、本当のことを告白することもできなかったため、原田やチームのためにとにかく勝ち続けなければならないという圧を感じていた。
しかし、心のどこかで「もう終わりにしたい。この苦しみから解放されたい」と思っていた。
ドーピングの真相を知った新田から脅迫された際に佐保に相談したところ、「こっちで処理するから誰にも言うな」と言われ、数日後に原田が死亡したため、脅迫の件が原田の死に関連しているのではないかと嫌な予感がしていた。
真野や虎丸から原田の事件の真相を聞かされた後、春日部は謝罪会見を開いてドーピング事件から今回の事件までの全ての真相を打ち明け、テニスプレーヤーの引退を表明した。
原田恭一（はらだ きょういち）
演 - 上杉柊平（最終話）
今回の事件の被害者。
元テニスプレーヤー。春日部のライバルだった。
歩道橋から転落死した。
2年前に行われた全日本テニスオープンの時に春日部の食事に禁止薬物を混入したと自ら証言し、チームを解雇され、その後はテニス界から離れていた。
直接死因は墜落外傷。原死因は薬物中毒。
ドーピング事件で世間から激しくバッシングされたことで精神的に追い詰められて薬物に手を出したと見られた。
真野と虎丸が現場を確認したところ、階段には原田の靴に付着していた土砂が発見された。
しかし、約1週間が経過しているのにもかかわらず、くっきりと跡が残っており、シンナーの匂いがするためペンキなどが付着していると見られた。
原田の成績不振は肩の故障が原因だった。このことで、原田は自身が選手として活動を続けることが厳しいと気付いていた。
ドーピング事件での逮捕後は毎晩のようにバーで酒を飲んでいた。
ノンナが現場のペンキの出処を調べる中で偶然訪れた定食屋で、店主と客が「立て看板が朝になると微妙に位置が変わっている」「10日前に盛り塩してからおさまった」という話をしており、
事情を聞いてその客の洋品店の立て看板を調べると、防犯カメラに原田らしき男が映っており、夜中にその店の看板を持ち去った後、毎回返しに戻って来ていた。
ノンナが看板に付着した土砂と繊維片を鑑定したところ、繊維片からニトロベンゼンが検出された。
洋品店の近くに農薬工場の跡地があり、ここでペンキを踏んだと考え、現場の工場跡地に向かうと、地面の硬さが違うことに気付き、捜査の結果、原田は肩の故障により思うように身体が動かせない状況を他人に見せたくなかったため、洋品店の立て看板を持ち出し、その土台を使って工場跡の地面を整備し、毎晩隠れてトレーニングしていたことが分かった。
実は2年前のドーピング事件は春日部本人がドーピングをしており、原田が肩の故障で選手として活動を続けることが厳しいことに気付いていた佐保が、金を支払う代わりに将来有望だった春日部の身代わりになることを要求したものだった。
現場には這いつくばった跡があったが、助けを求めるために外に行くのではなく反対側に向かった跡があった上に、現場にはイヤリングが片方だけ落ちていたため、原田のほかに誰かがいたことが分かった。
イヤリングのDNA鑑定の結果、新田のものであることが分かった。
原田は行きつけのバーで新田と知り合い、新田に好意を抱き、バーで新田にだけドーピング事件の真相を打ち明けた。
すると、新田はドーピングの件をネタに春日部を脅迫したため、春日部は佐保に相談し、佐保は新田に金を支払う代わりに口止めと原田の殺害を要求していた。
事件当日、いつも通り練習をしていた時に、新田によって毒物が混入されたゼリー飲料を飲んでショック状態に陥った。
この時に、苦しむ原田は出口ではなく新田の方に這いつくばり、そこで新田は原田と揉めた反動でイヤリングを落としていた。
しかし、ゼリー飲料から青酸カリが検出され、普通ならショック状態に陥って立ち上がることすら出来ない状態だったのにもかかわらず、意識が朦朧とする中でも立ち上がり、転落現場の歩道橋まで300mも歩いていた。この外に出る途中でペンキを踏んでいた。
イヤリングを落としたことに気付き、探しながら引き返している新田と会い、どこに向かうのかと問われると「試合だよ。春日部との決勝戦なんだ。早く行かないと」と言い、春日部がドーピング検査で引っかかり、原田との決勝戦が中止となった全日本テニスオープンの会場だった国立コロシアムに向かっていたことが判明した。
肩の故障もあり春日部にテニスプレーヤーとしての人生を託したものの、原田が自分の力で正々堂々と春日部と戦いたかったと想い続けていたことからこのような行動を取ったと考えられた。
しかし、再び歩き出そうとしたところ、意識が朦朧とした状態だったために足を滑らせて階段から転げ落ち、死亡した。
実際は原田は一度も薬物は使用しておらず、全て新田の虚言だった。
新田清美（にった きよみ）
演 - 奥田恵梨華
原田がバーで知り合った女。
新田は捜査に来た虎丸に対して「原田が薬を持っているところを見た」と証言していた。
実は過去に結婚詐欺容疑で逮捕された経験がある。
原田と一緒に飲む中で原田から好意を寄せられており、ドーピング事件の真相を聞かされた。
新田はドーピングの件をネタに春日部を脅迫したが、春日部が佐保に相談したため、佐保から新田が春日部に要求した金額の倍額を払う代わりに、原田を殺害するという取引を持ちかけられた。
結婚詐欺のことは既に調べられており、年齢的にも結婚詐欺で稼ぐことに限界を感じていたこともあり、佐保の要求を飲んだ。
事件当日、原田が工場跡地でテニスの練習に勤しんでいる隙を見て、新田はゼリー飲料に佐保からもらった毒物を混入させ、原田の殺害を謀った。
しかし、そこで意識が朦朧とする原田と揉めてしまい、イヤリングを片方落としてしまった。
その後、新田はイヤリングを落としたことに気付き、イヤリングを探しながら引き返している途中で毒物を飲んで死亡したと思っていた原田が歩いているところを発見した。
原田にどこに向かうのかと尋ねた後、原田が足を滑らせて階段から転げ落ちたものの、原田を見捨てて逃亡した。
島谷正和（しまたに まさかず）
演 - 藤田宗久（最終話）
真野の姉・仁美の解剖を担当した解剖医。
武蔵野一家殺人事件の鑑定を海塚と共に担当していた藤田慎太郎から信頼されており、真野と海塚が事件について聞くと、藤田に言われて保管していた、仁美が妊娠していた胎児の絨毛を2人に渡した。

最終話
川上和樹
演 - 植木紀世彦
科捜研の技術職員。
真野に依頼されて早川の自宅から発見された遺書の筆跡鑑定を行った。

### スタッフ
- 原作 - 古賀慶 『トレース 科捜研法医研究員の追想』（ノース・スターズ・ピクチャーズ『月刊コミックゼノン』連載）
- 脚本 - 相沢友子、岡田道尚
- 脚本協力 - 中園勇也
- 音楽 - Ken Arai
- 主題歌 - 関ジャニ∞「crystal」（INFINITY RECORDS）[34]
- 科捜研監修 - 山崎昭、古山翔平
- 警察監修 - チーム五社
- 法医学監修 - 鵜沼香奈
- アクション監修 - 根本太樹
- 法律監修 - 山崎健介
- 医療監修 - 山本昌督
- プロデュース - 草ヶ谷大輔、熊谷理恵（大映テレビ）
- 協力プロデュース - 古郡真也
- 演出 - 松山博昭、相沢秀幸、三橋利行（FILM）
- 制作 - フジテレビ

### 放送日程
| 話数                                                                         | 放送日  | サブタイトル                            | 脚本     | 演出     | 視聴率 |
| ---------------------------------------------------------------------------- | ------- | --------------------------------------- | -------- | -------- | ------ |
| EPISODE1                                                                     | 1月07日 | バラバラ遺体の想い... 科捜研サスペンス  | 相沢友子 | 松山博昭 | 12.3%  |
| EPISODE2                                                                     | 1月14日 | 血染めの折り鶴の秘密 DNAに隠された謎    | 相沢友子 | 松山博昭 | 11.8%  |
| EPISODE3                                                                     | 1月21日 | 凶悪犯を逮捕せよ 20年越しの真実!        | 相沢友子 | 相沢秀幸 | 09.6%  |
| EPISODE4                                                                     | 1月28日 | 飛び散った血と涙 命を懸けた最後の嘘     | 岡田道尚 | 相沢秀幸 | 11.0%  |
| EPISODE5                                                                     | 2月04日 | 過去の悲しき誘拐 毛髪に秘められた愛     | 岡田道尚 | 松山博昭 | 10.0%  |
| EPISODE6                                                                     | 2月11日 | 今夜、新章突入! 蠢きだす衝撃の過去      | 相沢友子 | 三橋利行 | 10.4%  |
| EPISODE7                                                                     | 2月18日 | 替え玉事故を暴け 人気政治家の裏の顔     | 相沢友子 | 相沢秀幸 | 09.9%  |
| EPISODE8                                                                     | 2月25日 | 幼馴染の悲劇と嘘 空白の1時間の謎!       | 岡田道尚 | 松山博昭 | 09.8%  |
| EPISODE9                                                                     | 3月04日 | 今夜、最終章開幕 忍び寄る過去の悪魔     | 相沢友子 | 三橋利行 | 09.8%  |
| EPISODE10                                                                    | 3月11日 | 遂に最終回目前! 隠蔽した巨悪へ復讐      | 相沢友子 | 相沢秀幸 | 10.6%  |
| EPISODE11 （最終話）                                                         | 3月18日 | 明かされる驚愕の真実 真犯人は誰なのか!? | 相沢友子 | 松山博昭 | 11.5%  |
| 平均視聴率 10.6%（視聴率はビデオリサーチ調べ、関東地区・世帯・リアルタイム） |         |                                         |          |          |        |

- 第1話は21時 - 22時24分の30分拡大放送。
- 第2話は21時 - 22時9分の15分拡大放送。
- 最終話は21時 - 22時24分の30分拡大放送。

### 関連商品
- 映像商品（2019年6月26日発売、フジテレビジョン）
  - Blu-ray BOX - JAN 4562474203050[36]
  - DVD-BOX - JAN 4562474203067[37]
- ノベライズ（蒔田陽平著、扶桑社）
  - 『トレース〜科捜研の男〜（上）』（2019年2月10日発売、ISBN 978-4-594-08169-0）[38]
  - 『トレース〜科捜研の男〜（下）』（2019年3月27日発売、ISBN 978-4-594-08170-6）[39]
- オリジナルサウンドトラック - ポニーキャニオン、2019年2月27日発売、JAN 4988013751514）[40]

| フジテレビ系 月曜21時枠の連続ドラマ                  | フジテレビ系 月曜21時枠の連続ドラマ               | フジテレビ系 月曜21時枠の連続ドラマ                                        |
| 前番組                                               | 番組名                                            | 次番組                                                                     |
| ---------------------------------------------------- | ------------------------------------------------- | -------------------------------------------------------------------------- |
| SUITS/スーツ（Season1） （2018年10月8日 - 12月17日） | トレース〜科捜研の男〜 （2019年1月7日 - 3月18日） | ラジエーションハウス 〜放射線科の診断レポート〜 （2019年4月8日 - 6月17日） |